# Drapelul României
Drapelul național al României este tricolor, cu benzile verticale, începând de la lance, albastru, galben și roșu. Are o proporție de 2:3 între lățime și lungime.
Constituția României prevede la articolul 12, alineatul 1 că „Drapelul României este tricolor; culorile sunt așezate vertical, în ordinea următoare începând de la lance: albastru, galben, roșu”. Proporțiile, nuanțele culorilor precum și protocolul drapelului au fost stabilite prin Legea nr. 75 din 16 iulie 1994.
Drapelul este foarte asemănător cu drapelul civil al Andorrei și cel de stat al Ciadului, neavând însă nicio legătură cu acestea. Asemănarea cu drapelul Ciadului, care diferă de drapelul românesc doar prin nuanța ușor mai închisă a fâșiei albastre (indigo, în loc de cobalt cum e la cel românesc), a stârnit discuții la nivel internațional: ambasada Ciadului de la Moscova a înaintat Organizației Națiunilor Unite un protest oficial, prin care cerea ca drapelul României să nu mai fie arborat la ONU, protest respins deoarece existența tricolorului vertical albastru-galben-roșu ca drapel al României este anterioară existenței statului Ciad. Tricolorul românesc este, de asemenea, înrudit cu cel al Republicii Moldova, acesta din urmă având însă o proporție diferită (1:2 în loc de 2:3), un albastru mai deschis și stema țării în centru.

## Culori
Legea nr. 75/1994 precizează că fâșiile drapelului național au culorile albastru cobalt, galben crom și roșu vermillon. Publicația Album des pavillons nationaux et des marques distinctives (2000) propune echivalarea culorilor drapelului național al României cu următoarele nuanțe:
| Spațiu de culoare | Albastru    | Galben     | Roșu      |
| ----------------- | ----------- | ---------- | --------- |
| Pantone           | 280c        | 116c       | 186c      |
| CMYK              | 100-70-0-10 | 0-10-95-0  | 0-90-80-5 |
| RGB               | 0-43-127    | 252-209-22 | 206-17-38 |
| Hexazecimal       | #002B7F     | #FCD116    | #CE1126   |

## Istoric
Conform unei legende foarte răspândite, culorile roșu, galben și albastru ar fi fost utilizate încă din vechime de către români ca simbol al lor sau de alții pentru a-i desemna pe aceștia. Aceste culori se regăsesc pe diplomele emise de Mihai Viteazul, pe scuturi și pe lambrechinii stemelor dar, deoarece până la începutul secolului XIX, conștiința de a forma un neam nu exista decât la câțiva cărturari precum Grigore Ureche, ele nu erau folosite pentru a îi identifica specific pe Români, iar steagurile țărilor românești, până în al doilea deceniu al secolului XIX, erau cele moștenite din Evul Mediu, cu o simbolistică heraldică fără legături cu ideea modernă de „națiune” :
Tricolorul ca simbol al națiunii românești apare la începutul secolului XIX odată cu renașterea națională a României : astfel, este de remarcat prezența celor trei culori în canafuri și în picturile de pe pânza drapelului răscoalei lui Tudor Vladimirescu, în cadrul căreia li se atribuie pentru prima oară semnificația: „Libertate (albastrul cerului), Dreptate (galbenul ogoarelor), Frăție (roșul sângelui)”.
Tricolorul a fost adoptat întâi în Țara Românească, în 1834 ca drapel de luptă, când domnitorul reformator Alexandru D. Ghica a supus aprobării sultanului Mahmud al II-lea modelul drapelelor și pavilioanelor navale de luptă. Acest model era un „steag cu fața roșie, albastră și galbenă, având și acesta stele și pasăre cu cap în mijloc”. Curând, ordinea culorilor a fost schimbată, astfel încât galbenul să apară în centru. La înmânarea drapelelor, domnitorul a spus, printre altele:

Steagul Țării Românești (c. 1600).
Steagul Țării Românești pentru navigație sub domnia lui Constantin Brâncoveanu.
Steagul Principatului Moldovei între 1834 și 1861
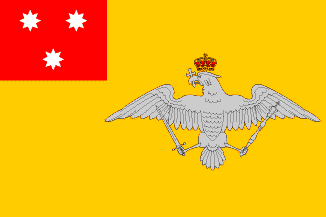
Steagul Țării Românești pentru navigație (1840)[9].

„Steagurile aceștii de Dumnezeu păzite țări din vechime au fost fala oștirilor sale și semnele slavei lor... Miliția românească organizată pe temeiuri de regulă și disciplină europeană, dobândește iarăși acel drept din vechime și primește steagurile sale cu fețile naționale și cu pajera prințipatului. Domnia mea dar încredințează acum batalioanelor de infanterie și divizioanelor de cavalerie aceste steaguri ca un sfânt depozit al cinstii, al credinții și al supunerii către legile întocmite...”
În 1840, ca să diferențieze drapelul de luptă de cel de război, domnitorul Ghica a adoptat un nou model pentru cel dintâi: tricolor roșu-galben-albastru, cu roșul în partea superioară și lățimi egale ale benzilor. În centru se afla un scut alb bordat cu aur și mobilat cu acvila valahă, încoronată princiar și cruciată.

Drapelul cu fâșiile în variantă orizontală

În 1848, steagul adoptat de către revoluționari ca drapel al Țării Românești a fost tricolorul albastru-galben-roșu (cu albastrul sus, deci, conform semnificației „Libertate, Dreptate, Frăție”). Acest tricolor apare atunci de asemenea în Moldova, în Ardeal (de exemplu la Adunarea de la Blaj) și până la Paris (unde este arborat la 26 aprilie 1848 de către studenții români care salutau noul guvern revoluționar cu un tricolor „ca semn al unirii moldovenilor cu muntenii”). Iată amănuntele adoptării tricolorului:
- În Țara Românească, decretul nr. 1 din 14/26 iunie 1848 al Guvernului provizoriu menționa că „Steagul Național va avea trei culori: albastru, galben, roșu”, urmând ca deviza scrisă pe flamuri să fie „DPEПTATE ФPЪЦIE” („Dreptate, Frăție”). Diferența față de modelele anterioare ale tricolorului constau în plasarea fâșiei albastre în partea superioară, eliminarea cifrului domnesc de la colțuri și a coroanei de pe capul acvilei ce se găsea în vârful hampei, precum și prezența unei devize[14]. Aceste steaguri au fost sfințite la 15/27 iunie 1848, fiind destinate Gărzii Naționale[15]. Astăzi se mai păstrează doar steagul gărzii orășenești din Slatina. Pe fâșia albastră e scrisă deviza  („Frăție Dreptate”), pe galben —  („Județul Oltŭ”), iar pe roșu —  („Orașul Slatina”)[16]. Dimensiunile drapelului sunt de 124 cm lungime și 110 cm lățime. Existența altor drapele de acest fel e confirmată de acte, care menționează, în unele cazuri, chiar și prețul de fabricare a lor. Astfel, drapelul observatorului poliției (confecționat din șalon) și cel al detașamentului de dorobanți din București (din tibet) au costat împreună 192 de lei și 10 parale[17]. Decretul nr. 5 din 18 iunie solicita garnizoanelor să retragă în magazii drapelele vechi: „trebuința fiind a se schimba steagurile, vi se vor trimite peste puțin timp alte steaguri noi”. Cele vechi urmau a fi transferate mai apoi către Arsenalul armatei[17]. Pe 25 iunie, generalul Christian Tell solicita aprobarea Guvernului provizoriu pentru confecționarea a șase steaguri (trei pentru infanterie și trei pentru cavalerie), urmând „a le supune Guvernului provizoriu spre decretare”. Cererea i-a fost aprobată la 11 iulie; totuși drapelele au fost distribuite abia la 11 septembrie, în cadrul unei ceremonii solemne. Pe 30 iunie, mitropolitul Neofit, în calitate de prim-ministru, dădea următoarea dispoziție: „stindardele libertății se vor ridica pe toate edificiile, iar cocardele se vor repurta”[18]. Aceste simboluri au fost larg utilizate la manifestații și au fost arborate pe clădirile publice, pe nave și bastimente etc[18].

Drapelul cu fâșiile în poziție verticală

Totuși, decretul nr. 252 din 13/25 iulie 1848, motivat prin faptul că „nu s-a înțeles [încă] cum trebuiesc făcute stindardele naționale”, definea steagul ca având culorile dispuse pe verticală, posibil sub influența modelului francez. Nuanțele erau „albastru închis, galben deschis și roșu carmin”. În ceea ce privește ordinea, „lângă lemn vine albastru, apoi galben și apoi roșu fâlfâind”.
Petre Vasiliu-Năsturel notează că, din punct de vedere heraldic, atât la steagul Franței cât și la cel al Țării Românești revoluționare, banda din mijloc reprezintă un metal (argint, respectiv aur). Alți cercetători sunt de părere că tricolorul nu fusese imitat după modelul francez, ci reprezenta o veche tradiție românească, ipoteză sprijinită de o notă a ministerului de externe revoluționar către Emin Pașa: „colorile eșarfului ce purtăm noi diriguitorii, precum și toți impegații, nu sunt de datină modernă. Noi le-am avut încă de mai înainte pe steagurile noastre. La primirea dar a cocardei și a eșarfelor tricolore nu am urmat duhul de imitație sau de modă”.
- În Transilvania, revoluționarii adoptaseră mai înainte, cu prilejul Conferinței de la Sibiu din 26 aprilie/8 mai 1848, tricolorul albastru-alb-roșu (vertical, după amintirile lui George Barițiu[22]) ca drapel național. Acesta avea înscrisă pe flamură deviza „VIRTUTEA ROMANĂ REÎNVIATĂ”[23]. Mai multe surse ale vremii atestă cele trei culori (ziarul „Organul naționale” scos în acea vreme la Blaj, Al. Papiu Ilarian în a sa „Istorie a românilor din Dacia superioară” etc.). Semnificația lor este dublă: ele predomină în portul popular românesc și, totodată, înmănunchează vechile culori ale principatului Transilvaniei (albastru și roșu) cu albul păcii[24]. Se pare că cele două exemplare[25] având fâșii albastru-galben-roșu, care se păstrează astăzi la Muzeul Național de Istorie al României sunt de factură ulterioară, comemorativă, a evenimentelor de la Blaj. Culoarea galbenă a înlocuit-o, astfel, pe cea albă pentru a simboliza dorința de unire a transilvănenilor cu România[26].
- În Moldova, tricolorul a fost arborat la 27 martie 1848 la hotelul Petersburg din Iași de către Adunarea constituantă prezidată de Vasile Alecsandri, fără însă să fie adoptat oficial, deoarece abia întrunită, Adunarea a fost persecutată și dispersată de trupele rusești masate "preventiv" la frontieră.

După înfrângerea revoluției, se revine la vechile steaguri, iar revoluționarii sunt persecutați pentru vina de a fi purtat însemnele tricolore revoluționare. În 1849 domnitorul Barbu Știrbei a adoptat un nou model pentru drapelele de luptă, păstrând însă dispoziția orizontală a culorilor și schimbând doar elementele decorative. Acest model, asemănător ca aspect cu cel din 1834, va fi în vigoare până în 1856.
În timpul căimăcămiei de trei, locțiitorii neavând dreptul de a-și inscripționa inițialele pe drapelele militare, monogramele domnitorilor munteni au fost înlocuite cu acvile.

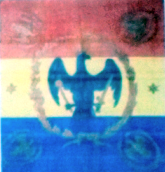
Drapelul de război al Țării Românești, model 1834 (o altă imagine mai clară aici[nefuncțională] ).
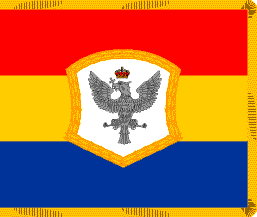
Drapelul de luptă al Țării Românești, 1840-1848
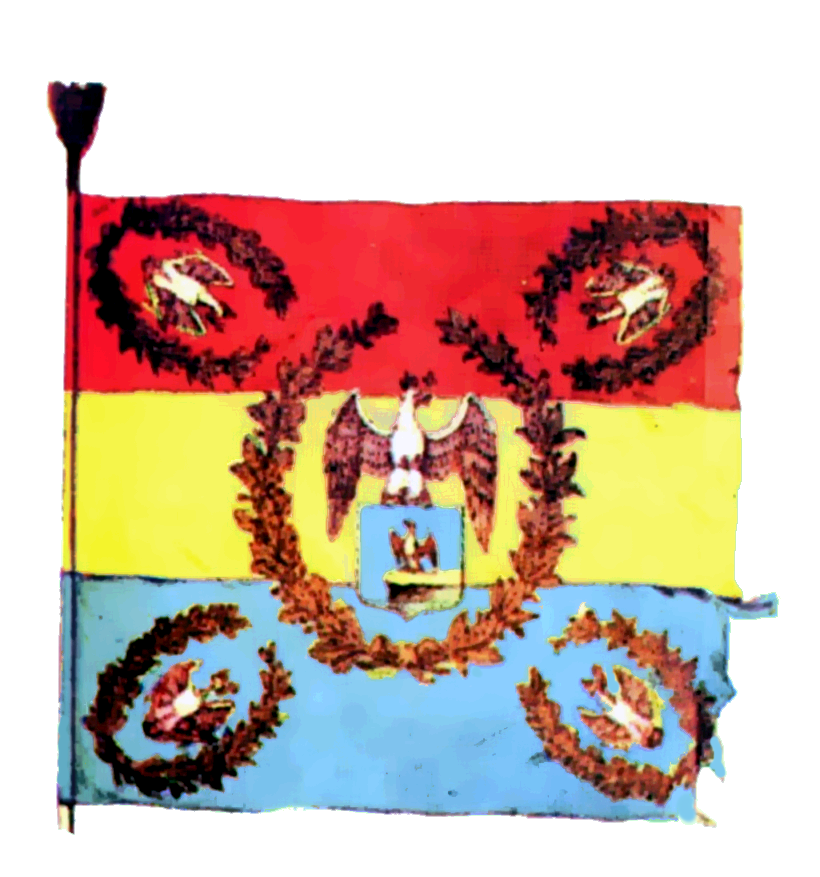
Drapelul de luptă al dorobanților din județul Argeș, model 1852. Drapelului de luptă al țării îi lipsea doar stema districtuală din ghearele acvilei centrale.
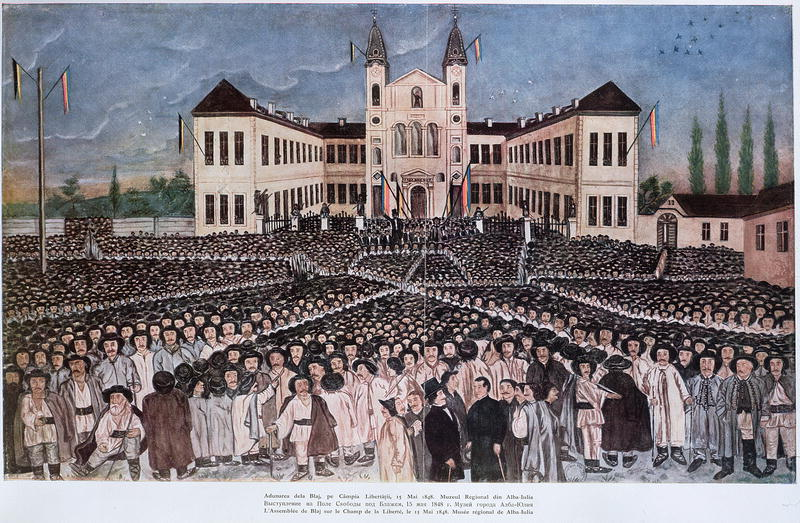
Stampă de epocă reprezentând Adunarea de la Blaj (3/15 mai 1848)
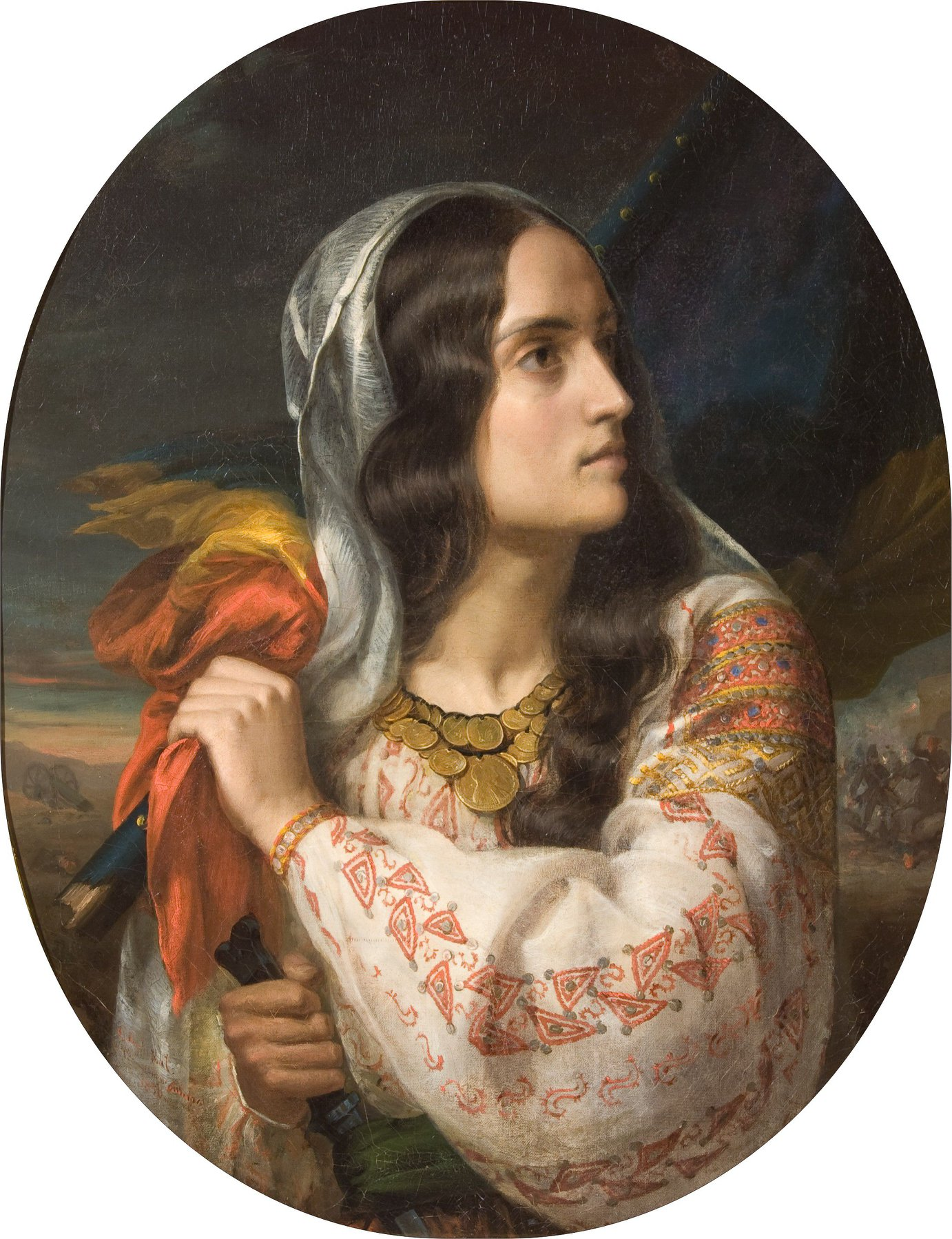
România revoluționară. Pictură de C. D. Rosenthal.
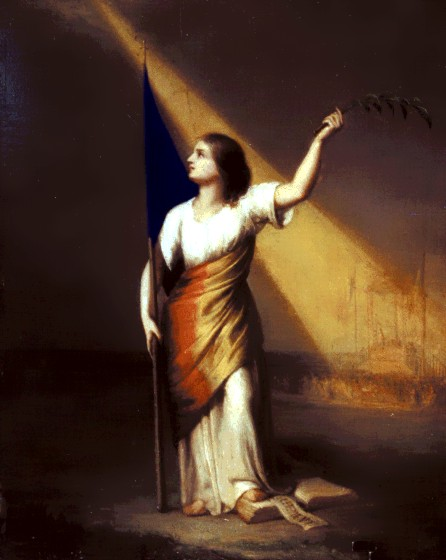
România rupându-și cătușele pe Câmpia Libertății. Pictură de C. D. Rosenthal. Steagul este în variantă verticală.

### Legenda contopirii culorilor principatelor

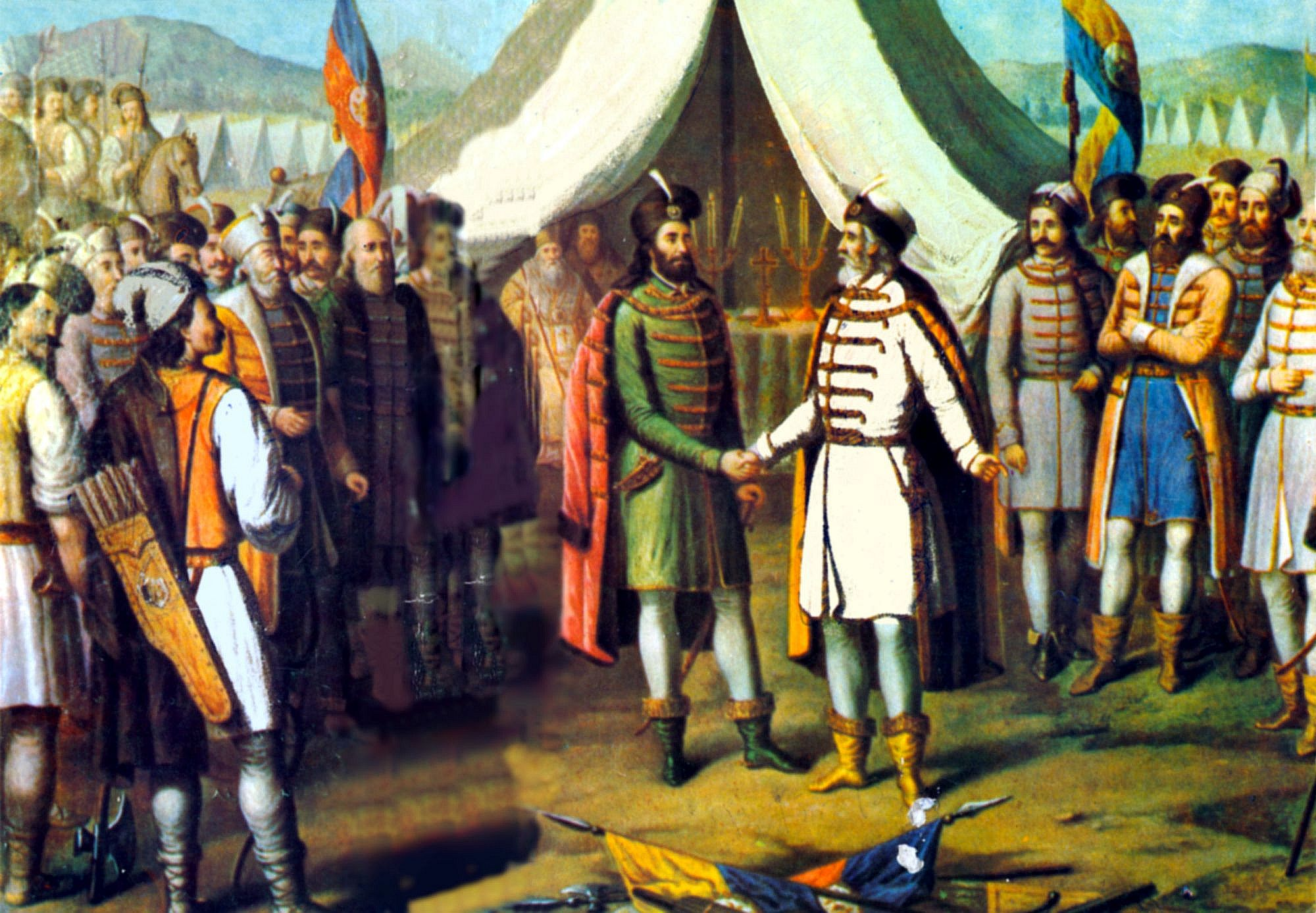
Constantin Lecca - Înfrățirea moldovenilor și a muntenilor

Ideea formării tricolorului național prin contopirea culorilor drapelelor Moldovei și al Țării Românești a apărut în anii 1850, probabil din dorința de a împăca pe toată lumea în privința alegerii steagului revoluționar de la 1848 ca drapel al întregii Românii. Această idee a fost favorizată și de potrivirea coloristică a drapelelor atribuite celor două principate române la acel moment (roșu și albastru pentru Moldova și albastru și galben pentru Țara Românească).
Legenda a inspirat mai multe lucrări artistice, printre care și un tablou al lui Constantin Lecca. Acesta, vrând să înfățișeze înfrățirea dintre moldoveni și munteni a ales un pasaj istoric din Letopisețul de la Bistrița: „În anul 7015 (1506), octombrie în 28, intrat-au domnul Ioan Bogdan Voievod în țara muntenească cu toate oștile la locul Rătezații, lângă movila Căiata, pe cea parte a Râmnicului; și acolo au venit de la Radul Voievod un sol [...] și au rugat pe domnul Bogdan Voievod cu multă rugăminte să se împace cu Radul Voievod, fiindcă «sunteți creștini și de același neam» (zicea el); și multe vorbe s-au schimbat între dânșii și multă rugăminte s-au făcut [...] iar domnul Bogdan Voievod, văzând atâta rugăminte, făcu pe voia lui și se-mpăcă”. Pictura lui Lecca îi are în centru pe cei doi domni care își strâng mâinile. De asemenea, se pot observa și steagurile Moldovei (albastru-roșu) și al Munteniei (galben-albastru). Aceste combinații de culori nu prea au fost atestate însă înainte de 1832-1834.
P. V. Năsturel combate această idee, arătând că tricolorul roșu-galben-albastru era anterior unirii principatelor și că cele trei culori, în dispoziția verticală, reprezintă drapelul naționalității române din toate teritoriile locuite de români. Alte opinii susțin însă această idee.

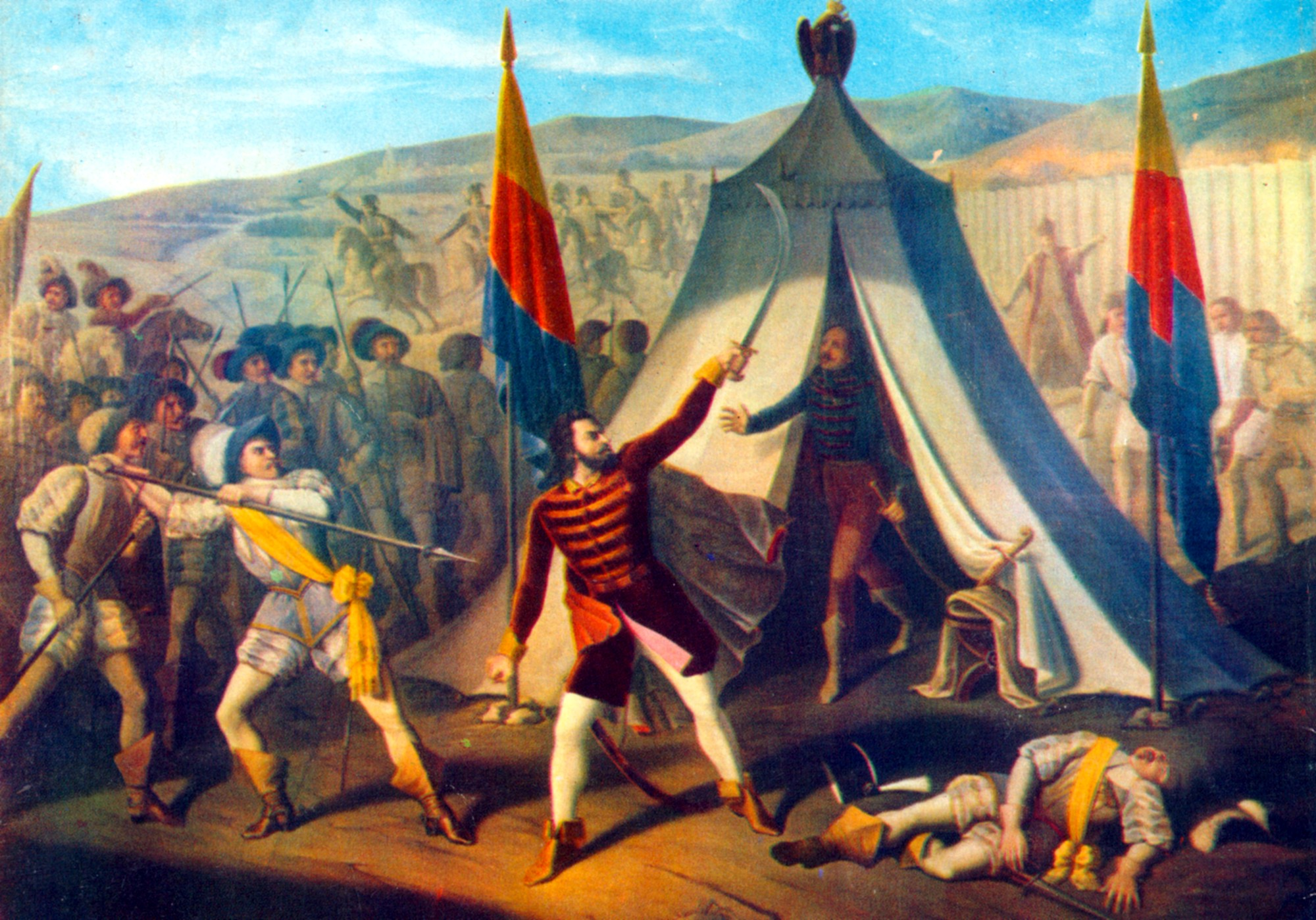
Constantin Lecca - Uciderea lui Mihai Viteazul

De altfel, tricolorul a fost prezent în 1848 și la Focșani și Râmnicu Sărat, cu prilejul unor manifestații de înfrățire între moldoveni și munteni, iar în preajma Adunării ad-hoc din Moldova, în 1857, populația civilă a adoptat tricolorul ca simbol al unirii, fapt constatat și de contele Alexandre Walewski, ministrul de externe al Franței.
Nu în ultimul rând, ministrul de externe al Guvernului provizoriu al Țării Românești îl asigura, în 1848, pe trimisul extraordinar al Porții, Suleiman Pașa, de faptul că cele trei culori ale drapelului sunt „de demult, străbunii noștri le purtau pe pavilionul lor și pe steagurile lor. Deci ele nu sunt un împrumut și o imitație din prezent sau o amenințare pentru viitor”.
Un alt tablou al lui Constantin Lecca înfățișează uciderea lui Mihai Viteazul. În această compoziție apare și stindardul unit al celor trei provincii, cu galben în partea superioară (Țara Românească), roșu la mijloc (Moldova) și albastru în partea inferioară (Transilvania). Această ipoteză a unirii celor trei culori a fost emisă în literatura de specialitate, generând însă și rezerve în ceea ce privește argumentația adoptată.

### Drapelele Principatelor Unite

Steagul principatelor, model utilizat din 1862

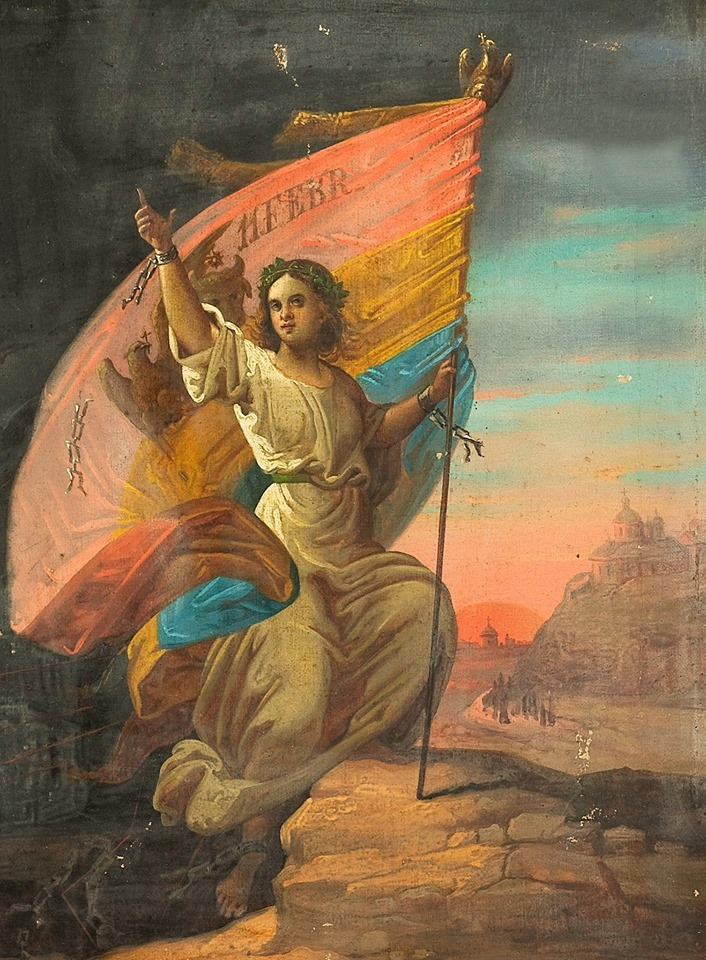
Gheorghe Tattarescu: 11 februarie 1866 - modelul tricolorului în momentul abdicării lui Alexandru Ioan Cuza

La 6 februarie 1859, în primul său drum său către București de când fusese ales domnitor al Țării Românești, Alexandru Ioan Cuza a fost întâmpinat la marginea orașului Buzău de către comandantul dorobanților, care purta un steag tricolor. Acest fapt l-a mișcat pe Cuza foarte tare.
Până în 1861 au fost utilizate simultan atât vechile steaguri ale principatelor Moldovei și Țării Românești, cât și tricolorul. La 22 iunie 1861, Alexandru Ioan Cuza a decretat tricolorul ca fiind drapelul civil oficial al Principatelor Unite.
Drapelul este tricolorul românesc, roșu-galben-albastru, având benzile dispuse orizontal. Nu se cunosc nici ordinea benzilor, nici proporțiile însemnului civil. Abia în „Almanahul român din 1866” acesta este descris: „drapelul tricolor, împărțit în trei fășie, roșiu, galben și albastru așezat orizontal: roșiu sus, albastru jos și galben la mijloc”. Anumite surse consideră că, până în 1862, banda de sus a fost albastră — precum la tricolorul muntean din timpul revoluției de la 1848 — urmând ca din 1862 culoarea superioară să devină roșu. În legătură cu proporția, unii cercetători au apreciat-o ca fiind aproximativ 1:3, cu toate că drapelul princiar și cele ale armatei, care s-au păstrat, au proporția 2:3.
În legătură cu semnificația drapelului, Petre Vasiliu-Năsturel este de părere că „de la 1859 până la 1866 el nu a reprezentat decât ceea ce reprezenta la 1848: libertate, dreptate, frăție”.
Drapelul a dobândit o recunoaștere și pe plan extern. Astfel, relatând călătoria din mai-iunie 1864 a principelui Cuza la Constantinopol, doctorul Carol Davila precizează: „Steagul românesc a fost ridicat la catargul cel mare, caiacele Padișahului ne așteptau, garda sub arme, marele vizir la ușă... Principele, liniștit, demn, concis în cuvintele lui, a petrecut 20 de minute cu Sultanul, pe urmă acest mare Padișah a venit să ne treacă în revistă... Din nou, marele vizir a condus pe Principe până la poarta principală și ne-am întors la Palatul Europei, tot cu steagul român fâlfâind la catarg...”.

#### Drapelul princiar

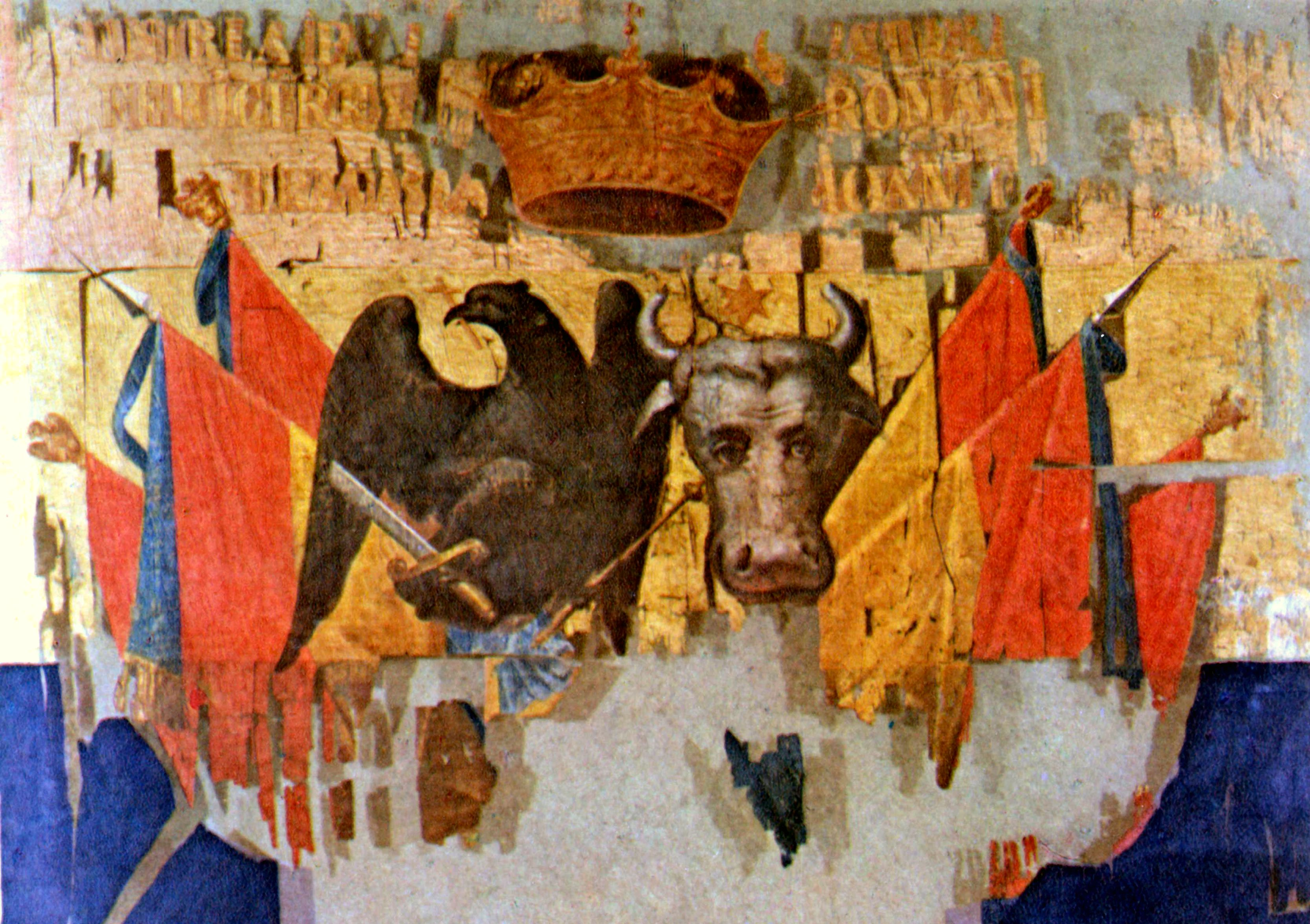
Drapelul princiar al lui Alexandru Ioan Cuza

Un drapel tricolor destul de uzat se află astăzi în colecțiile Muzeului Național de Istorie a României, având numărul de inventar 75045. De formă dreptunghiulară (proporția 2:3), acesta este alcătuit din trei fâșii tricolore din mătase, cu dispunere orizontală (roșul în partea de sus). În centrul steagului se află pictate acvila valahă la dextra, cruciată și purtând însemnele puterii domnești, și bourul moldovean la senestra, purtând o stea cu șase raze între coarne. Cele două simboluri sunt flancate de șase drapele tricolore înclinate, dispuse trei la dreapta și trei la stânga, a căror hampe se încrucișau, probabil, în partea inferioară a steagului. Drapelele au fiecare câte o cravată albastră deasupra iar în vârful hampelor lor se regăsesc, de fiecare grup, câte o acvilă valahă, un vârf de lance și un bour moldovean. Pe fâșia roșie se află brodate o coroană princiară, situată în centru pentru a timbra cele două steme, și deviza „UNIREA PRINCIPATELOR — FERICIREA ROMÂNILOR. TRĂIASCĂ A. IOAN I!” dispusă de-o parte și de alta a coroanei, care însă nu se mai distinge decât parțial. Vârful hampei acestui drapel poartă un glob metalic pe care se găsește o acvilă.
Cercetătorii sunt de păreri diferite în ceea ce privește atribuirea și datarea acestui steag.
Astfel, col. dr. Alexandru Vasile și dr. Maria Ioniță consideră că acesta era steagul oficial al Principatelor Unite. Ultima cercetătoare datează steagul ca fiind din 1859. Tot din 1859, perioada imediat următoare Unirii principatelor, îl datează și Dan Cernovodeanu. Mario Fabretto îl consideră drapel de luptă, folosit între anii 1859 și 1861.
Cercetătoarele Elena Pălănceanu și Cornelia Apostol îl socotesc însă ca fiind un drapel princiar confecționat în 1862, după unirea deplină a celor două principate, proclamată la 11/24 decembrie 1861. Într-adevăr, Alexandru Ioan Cuza nu și-a luat titulatura de „Alexandru Ioan I” decât după această dată.
După abdicarea lui Cuza, steagul a fost păstrat la Arsenalul Armatei din București până în 1919, când a fost transferat la Muzeul Militar Național. Din 1971 se găsește la Muzeul Național de Istorie a României.
Acest exemplar se pare că a fost precedat de un altul, datând 1859, care are o pânză tricoloră ceva mai mică în dimensiuni. Fâșia albastră se află de data aceasta în partea de sus, iar stemele celor două principate nu mai sunt înconjurate de steaguri. Inscripția de pe fâșia albastră este astăzi ilizibilă, însă era diferită de cea a drapelului princiar din 1862.
Un alt drapel domnesc, oarecum diferit față de modelele din epocă, este un tricolor din mătase cu fâșiile dispuse vertical și albastrul lângă hampă, având pictată în mijloc o coroană princiară. Acest drapel era arborat la castelul de la Ruginoasa ori de câte ori domnitorul era prezent acolo. Steagul se regăsește azi la Muzeul de Istorie din Suceava, din cadrul Muzeului Bucovinei.

#### Drapelul de luptă
Convenția de la Paris prevedea la articolul 45 că „oștirile ambelor țări vor păstra steagurile lor actuale; dar aceste steaguri vor purta, în viitor, o banderolă de culoare albastră, conform cu modelul alăturat la prezenta Convenție”.

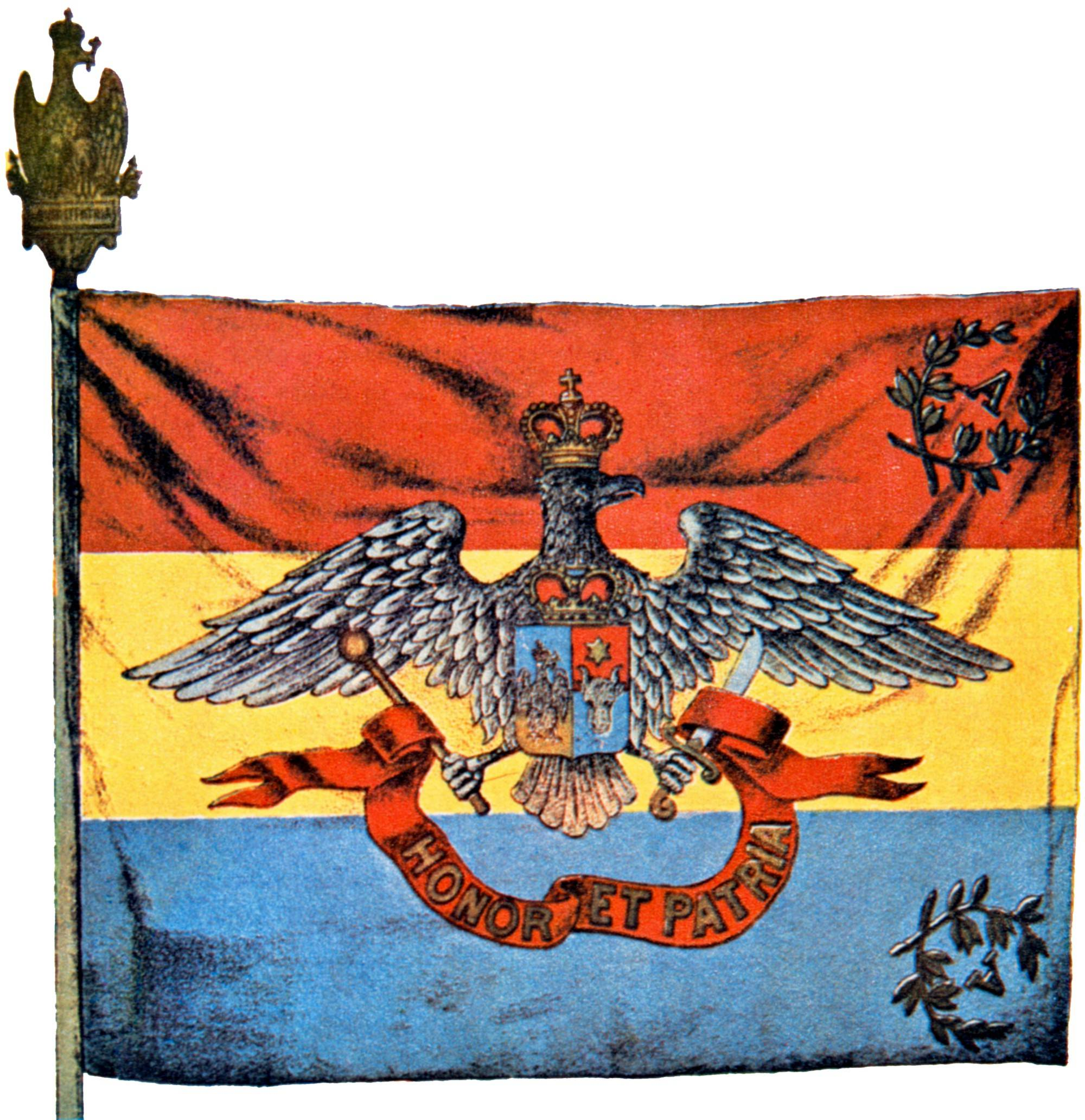
Drapelul de luptă din 1863

Ministrul de război, generalul Ioan Emanoil Florescu, solicită domnitorului, la 18 martie 1863, aprobarea în ceea ce privește modelul drapelelor armatei, hotărât de către guvern în ședința sa din 12 martie. Drapelele înfățișau tricolorul țării (cu benzile dispuse orizontal și roșul sus) peste care era aplicată acvila romană cu crucea în clonț. Printr-un înalt ordin de zi din 19 martie, Cuza hotărăște: „Considerând că armata, în urma unirii nu trebuie să aibă decât un singur drapel; având în vedere că adevărata emblemă a României nu poate fi alta decât acvila romană, [...] am decretat și decretăm ce urmează: acvila romană cu crucea în gură se va pune, ca emblema României, d-asupra drapelelor armatei [...]”.
Modelele efective, împărțite la 1 septembrie 1863, diferă întrucâtva de cele legiferate în martie. Astfel, acvila romană în zbor larg deschis, încoronată princiar, poartă sceptrul domnesc la dextra și sabia la senestra; pe pieptul ei figurează un scut despicat și încoronat princiar ce conține la stânga, peste azur și aur, acvila Țării Românești (cruciată, conturnată și încoronată princiar), iar la dreapta, peste roșu și azur, bourul Moldovei purtând o stea între coarne. În jurul atributelor puterii domnești se află înfășurată o eșarfă roșie conținând deviza cu litere de aur: „HONOR ET PATRIA” (adică „Onoare și Patrie”). În colțurile flotante ale drapelelor este cusută cifra domnitorului, înconjurată de o ghirlandă de lauri, toate aurii. Pe fiecare drapel se mai află inscripționată și unitatea care îl purta. Flamura drapelului are 122 cm lungime și 100 cm lățime. În vârful hampei a fost plasată o acvilă romană, din metal. din înaltul ordin din 19 martie reiese că simbolul Moldovei trebuie să se regăsească la dextra - capul de bour se afla si azi in dextra (chiar daca Luna si-a schimbat curbura dupa 1920) -, deoarece stemele, ca si toate simboluri heraldice, se citesc de la dreapta la stanga peste tot in lumea civilizata din care facem si noi parte (inclusiv, noi). Modelul a fost adoptat după stabilirea capitalei unice la București, în februarie 1862, stil vechi - 24 ianuarie 1862 pe stil nou.
Aceste drapele au fost împărțite următoarelor unități:
| - Regimentul I de infanterie - Regimentul II de infanterie - Regimentul III de infanterie - Regimentul IV de infanterie - Regimentul V de infanterie - Regimentul VI de infanterie - Regimentul VII de infanterie - Regimentul I de lăncieri - Regimentul II de lăncieri | - Regimentul I de artilerie - Batalionul I de vânători - Batalionul I de geniu - Batalionul I de pompieri - Legiunea I de grăniceri, linia Dunării - Legiunea II de grăniceri, linia Munților - Legiunea I de dorobanți - Legiunea II de dorobanți |

Cu prilejul înmânării drapelelor, Alexandu Ioan Cuza a ținut următorul discurs:
„Ofițeri, subofițeri, caporali, și soldați, această zi va fi una din cele mai însemnate în datinile noastre. steagurile cele vechi aduceau aminte suvenire triste, de vreme ce ele înfățișau Țările despărțite. Astăzi, voi primiți din mâinile Noastre steagul ce întrunește coloarele Țărilor-Surori, așa precum voința unanimă a Românilor a unit pe capul Nostru coroanele ambelor Țări. Steagurile voastre totuși au fost marture de întâmplări care doresc a fi păstrate; ele vor împodobi dar arsenalul Român. Primind steagurile cele nuoi, aduceți-vă pururea aminte că vă încredințez onoarea Țării. Steagul e România! acest pământ binecuvântat al Patriei, stropit cu sângele străbunilor noștri și îmbilșugat cu sudoarele muncitorului. El este familia, ogorul fiecăruia, casa în care s-au născut părinții și unde se vor nașce copii voștri. Steagul este încă simbolul devotamentului, credinței, ordinei și al disciplinei ce reprezintă oastea! Steagul e tot de-odată, trecutul, prezentul și viitorul Țării; întreaga istorie a României! Într-un cuvânt; steagul reprezintă toate datoriile și toate virtuțile militare care se cuprind în acele două cuvinte săpate pe vulturii Români, Onoare și Patrie!

Ofițeri, subofițeri, caporali, și soldați, jurați să păstrați cu onoare și fără pată stegurile voastre, și asfel veți corespunde încrederii și așteptării ce am pus cu Țara întreagă în oaste! Jurați a le apăra în orice întâmplare ca un sânt depozit ce încredințez bravurei și patriotismului vostru!

Să trăiască România!””
Aceste drapele vor fi folosite până în 1866, când, după abdicarea lui Cuza, vor fi schimbate. Astăzi se mai păstrează doar patru drapele ale armatei, model 1863.

### Drapelele României până la 1918

Drapelul României (1866 - 1948)

Constituția din 1866 a României prevedea la articolul 124: „colorile Principatelor-Unite urmează a fi Albastru, Galben și Roșu”. Ordinea și dispoziția culorilor au fost stabilite de către Adunarea Deputaților în ședința din 26 martie 1867. Astfel, potrivit propunerii lui Nicolae Golescu, ele au fost așezate întocmai ca la 1848. Lucrările comisiei au continuat și în ziua de 30 martie și, în urma votului pozitiv al Senatului, s-au soldat cu adoptarea „Legii pentru fixarea armelor României”, la 12/24 aprilie 1867.
Potrivit acesteia, culorile drapelului trebuie așezate vertical, în ordinea următoare: albastru la hampă, galben la mijloc, iar roșul la margine, flotând. Stema țării era așezată doar pe drapelele armatei și cele princiare, în centru, cele civile rămânând fără stemă.. Aceeași diferențiere era făcută și pentru pavilioanele marinei de război și a celei civile.
Raportorul Mihail Kogălniceanu, reprezentând și opinia lui Cezar Bolliac, Dimitrie Brătianu, Constantin Grigorescu, Ion Leca, Nicolae Golescu și Gheorghe Cantacuzino a subliniat semnificația noului stindard:
„Drapelul tricolor cum este astăzi nu este (precum pretinde ministerul) drapelul Unirii principatelor. El este un ce mai mult: el este însuși drapelul naționalității române din toate țările locuite de români.”
Legea pentru modificarea armelor țării din 11/23 martie 1872 nu a schimbat aceste prevederi, doar modelul stemei, fiind adoptat proiectul propus de Ștefan D. Grecianu.

#### Pavilionul princiar/regal
Potrivit legilor din 1867 și 1872, pavilionul princiar (mai târziu regal) era identic cu cel al armatei, purtând în centru stema țării.
Totuși, la confecționarea acestora s-a adoptat un model puțin diferit, dându-se culorii galbene o lățime dublă față de cele roșie și albastră și adoptându-se o proporție a pânzei de 1:1. La colțurile pavilionului s-a cusut câte o coroană regală de argint. Pavilionul principelui moștenitor era identic, însă fără a avea coroanele de la colțuri.
Un album de la sfârșitul secolului al XIX-lea și numărul din octombrie 1917 al revistei „National Geographic” prezintă pavilioanele ca având o proporție a benzilor de 1:3:1.

Pavilionul regelui
Pavilionul principelui moștenitor

#### Drapelul de luptă

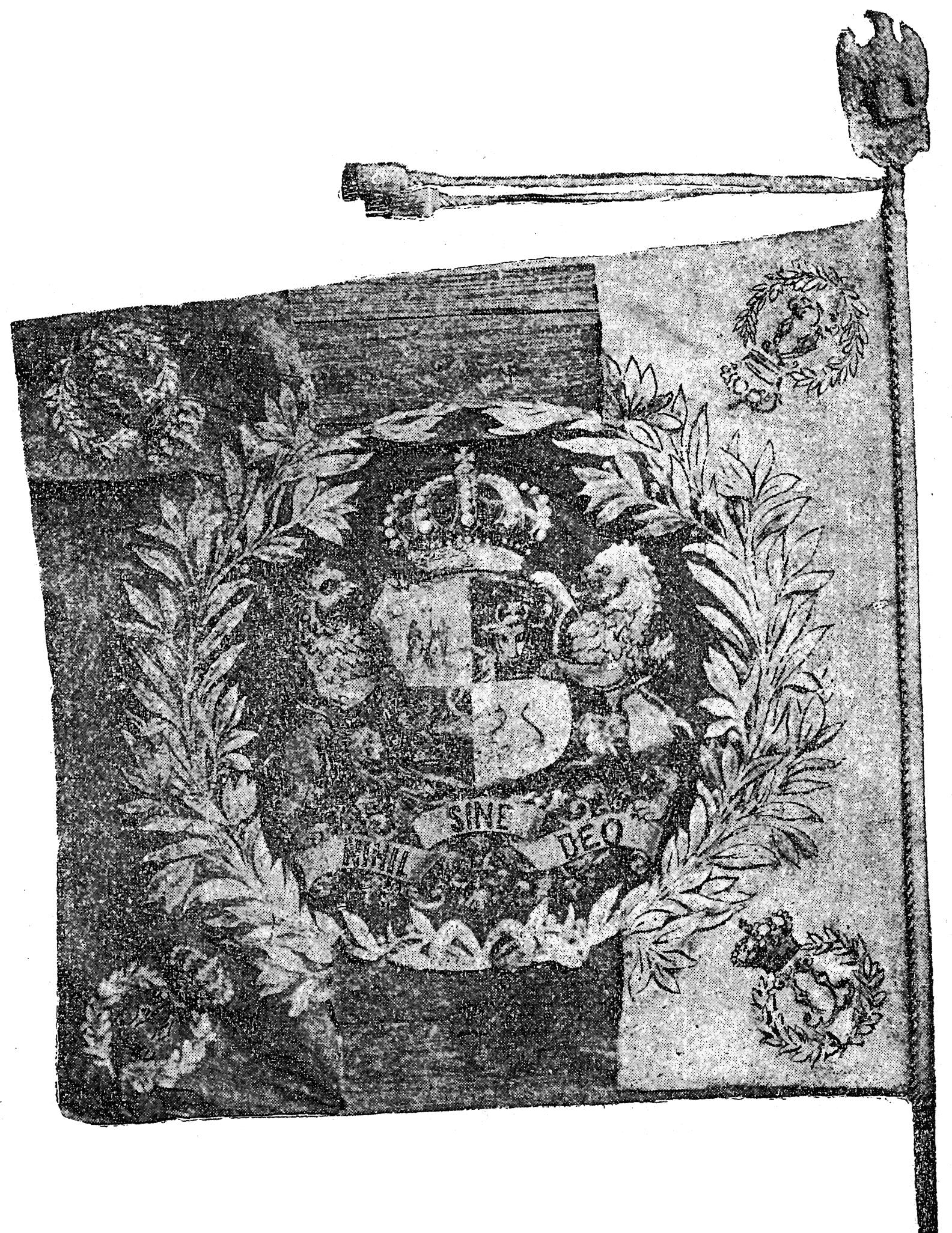
Drapel românesc de luptă, model 1882. Detaliu color aici și [http://www.flickr.com/photos/90756383@N00/257242230/ aici

Drapelul pazei de coastă

Imediat după detronarea lui Alexandru Ioan Cuza, drapelele de luptă ale unităților militare au fost schimbate cu unele noi, model 1866, pe stindard apărând, în loc de stemă, numele companiei. Acvila va fi păstrată, totuși, în vârful hampelor.
Este de precizat însă că drapelele distribuite Gărzii Civice, reînființată în martie 1866, prezentau un model diferit; anume culorile erau dispuse vertical, pe pânză se găsea stema orașului și nu a țării, iar acvila din vârful lăncii avea dimensiuni mai mari și purta pe piept ecusonul Principatelor Unite.. P. V. Năsturel le clasează ca fiind drapele model 1867 și le descrie amănunțit: dimensiunea pânzei era de 114 cm lungime și 95 cm lățime (deci proporție de 5:6) și avea pictată în centru stema orașului respectiv, timbrată cu o coroană murală de aur. În colțuri, încadrat de ghirlande de lauri, era brodat numărul legiunii cu cifre romane. Pânza este tivită cu franjuri aurii și are în colțurile libere ciucuri din același material. Acvila din vârful hampei are zborul jos, este încoronată princiar și poartă la dextra sceptrul iar la senestra sabia, toate din aur. Pe pieptul acvilei se regăsește un scut tăiat, cu acvila Munteniei în cartierul prim și capul de bour al Moldovei în cartierul secund. Peste sabie și sceptru trece o panglică pe care scrie deviza „Honor et Patria”. Pe 11 septembrie 1867 aceste drapele au fost înmânate Gărzilor Civice în cadru solemn, de către prințul Carol I.
În 1873 se va hotărî înlocuirea drapelelor militare model 1866 cu altele model 1872, care să corespundă legii pentru modificarea armelor țării din 1872. Din punct de vedere al designului, acestea se împart în mai multe generații.
Drapelele confecționate în 1873 (24 drapele și 10 stindarde), din care, la 1900, se mai păstra doar unul, acel al Pompierilor, erau de formă pătrată cu latura de 150 cm. În centrul ei era pictată, pe un fundal vișiniu înconjurat cu o ghirlandă închisă din lauri argintii, stema mijlocie a țării. În colțuri se regăsea cifrul prințului Carol, încadrat de o coroană de lauri, iar hampa drapelului se termina cu acvila de metal purtând deviza „Onóre și Patria” precum și numărul și numele unității. Drapelele cavaleriei aveau pânza de dimensiuni mai reduse (45 cm), iar elementele decorative erau brodate cu fir, și nu pictate. Toate aceste însemne au fost împărțite unităților la 14 octombrie 1874, pe câmpul de la Băneasa.
Drapelele confecționate între 1877 și 1882 Diferă cu puțin față de cele precedente. Doar 10 unități create după 1874 au primit acest model, la cartierul general de la Poiana, pe 17 iulie 1877. Cu acest prilej, domnitorul Carol le-a adresat ostașilor următoarele cuvinte:
„Dându-vă drapelul corpului, vă încredințez onoarea României, pe care o pun astfel sub scutul curajului, devotamentului și abnegațiunii voastre. Pentru prima oară se prezintă solemna ocaziune de a primi drapelul în preziua mergerei pe câmpul de onoare; căutați a-l încununa d-o nemuritoare glorie. Nu uitați niciodată că drapelul este simbolul patriei...”
Aceste două categorii de drapele au fost schimbate cu altele noi în 1902, cu prilejul împlinirii a 25 de ani de la Războiul de Independență.
Drapelele confecționate între 1882 și 1897 se deosebesc față de precedentele prin mici detalii. Pânza drapelului era pătrată, cu latura de 156 cm; cravata era realizată din fir tricolor, având ciucuri. Leii susținători aveau de data aceasta dinți și unghii de aur, iar eșarfa cu deviza țării nu mai era căptușită cu roșu. În centrul scutului, armele casei de Hohenzollern erau înconjurate cu o bordură de aur.
Aceste trei generații au fost realizate de către statul român la casa Collani et Comp. din Berlin. În 1896 ministrul de război Anton Berindei, observând că „modul cum [drapelele] sunt lucrate și materialele întrebuințate lasă de dorit, căci pânza lor se taie și se rupe”, adresează un ordin generalului Ioan Argetoianu, președintele comisiei mixte și inspector general al geniului: „am onoarea a vă ruga să luați dispozițiuni ca comisiunea ce prezidați să facă o descriere detaliată asupra drapelelor și stindardelor existente, asupra materialelor din care trebuiesc confecționate, dimensiuni, etc. În lucrările de făcut se va avea în vedere și legea din 8 martie 1872 [...] prin care se hotărăște marca și drapelul țării”.
Astfel, începând cu drapelele model 1897, ele vor avea proporția 2:3, în mijloc va apărea stema întreagă a țării (cu modificările de după 1881), iar ghirlanda care o înconjoară va fi uneori deschisă.
Drapelele unităților care au participat în Primul Război Mondial au fost înmânate, în majoritate, în anul 1902 sau în perioada 1908-1916, și au fost utilizate până în 1929, când au fost transferate la Muzeul Militar. Acestea sunt asemănătoare ca design celor model 1897, cu mențiunea că, după decesul regelui Carol (10 octombrie 1914), la colțuri a apărut monograma regelui Ferdinand. Dimensiunea flamurilor variază între 90 × 65 cm și 115 × 73 cm.
În paralel cu drapelul de luptă, prin Înaltele decrete nr. 355 din februarie 1871 și nr. 1467 din 21 august 1873 au fost stabilite jaloane pentru fiecare corp de infanterie, precum și modelul fanioanelor de batalion. Acestea din urmă țineau locul drapelului de luptă, acolo unde era necesar (exista un singur drapel la fiecare regiment), și reprezentau tricolorul cu benzi verticale, potrivit legilor din 1867 și 1872 privitoare la armele României.
Un drapel a fost instituit și pentru paza de coastă a României. Potrivit ediției amintite a revistei „National Geographic”, acesta era identic drapelului românesc, pe fâșia galbenă regăsindu-se o ancoră albastră cu otgon, încoronată cu o coroană regală de argint.
Tot în această perioadă s-au creat legi și regulamente care să abordeze modalitățile de manipulare, pază și salut ale drapelului de luptă. Astfel, prin Înaltul decret nr. 1451 din 18 august 1873 se hotăra ca drapelul să fie purtat de către adjutantul subofițer al regimentului, el fiind asistat de către ofițerul port-drapel. De asemenea, se reglementa componența gărzii drapelului la infanterie. Aceasta era alcătuită din cinci sergenți, dintre care doi în primul șir, flancând adjutantul subofițer și având în dreapta pe ofițerul asistent, și trei în al doilea șir, în spatele celor dintâi. „Regulamentul asupra exercițiului și manevrelor de infanterie” prevedea ca în timpul manevrelor militare drapelul (ori fanionul) să se afle în centrul batalionului al doilea dacă regimentul era compus din trei batalioane sau în centrul primului batalion dacă regimentul avea numai două. Port-drapelul, ales de către colonel, nu era integrat nici unei subdivizi a batalionului. Același regulament prevedea în cuprinsul său onorurile cuvenite drapelului, precum și modalitatea de salut cu drapelul, cu precizarea că era destinat doar familiei domnitoare.

Drapelul de luptă model 1897, cu cifrul regelui Carol I
Drapelul de luptă model 1914, cu cifrul regelui Ferdinand I.
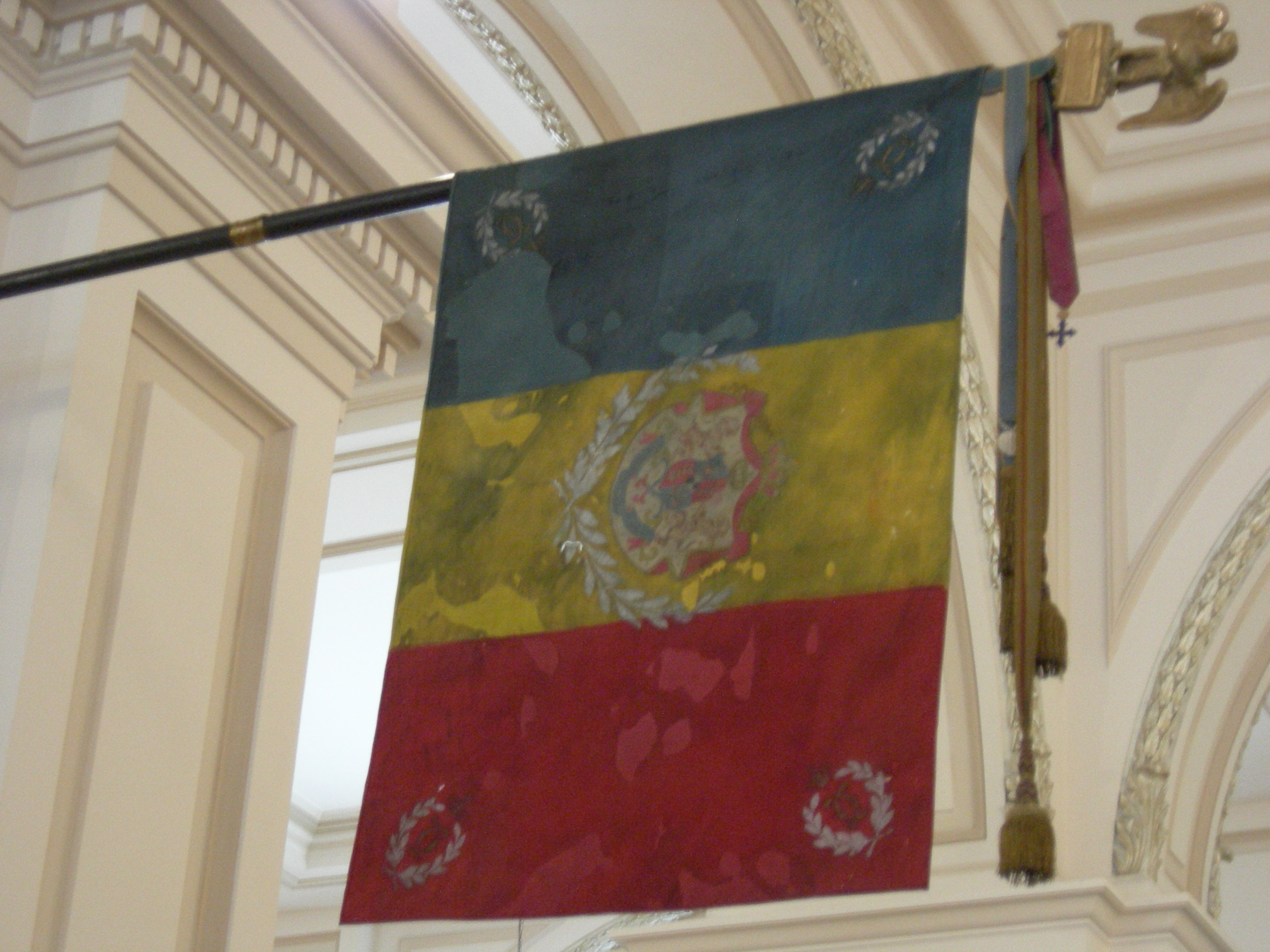
Un drapel de luptă model 1902, aflat la Muzeul Național de Istorie a României.
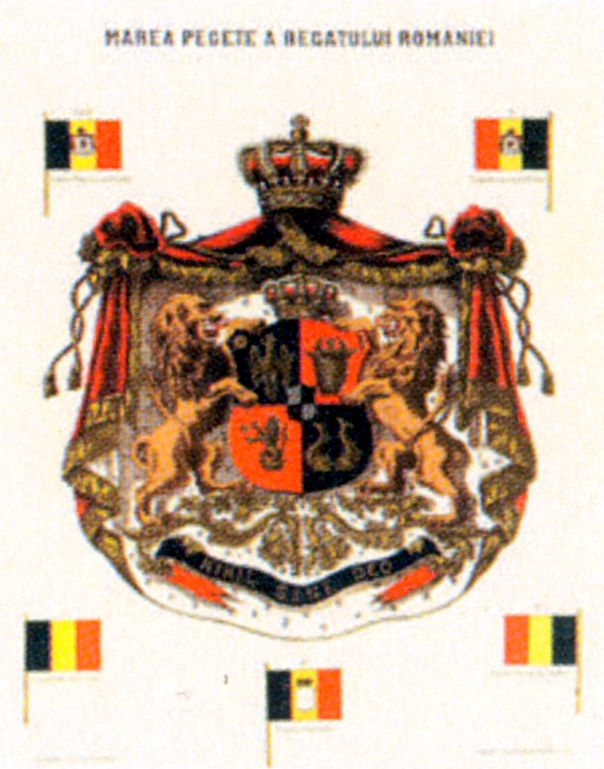
Planșă prezentând stema și steagurile României, stabilite prin legea pentru modificarea armelor din 1872.
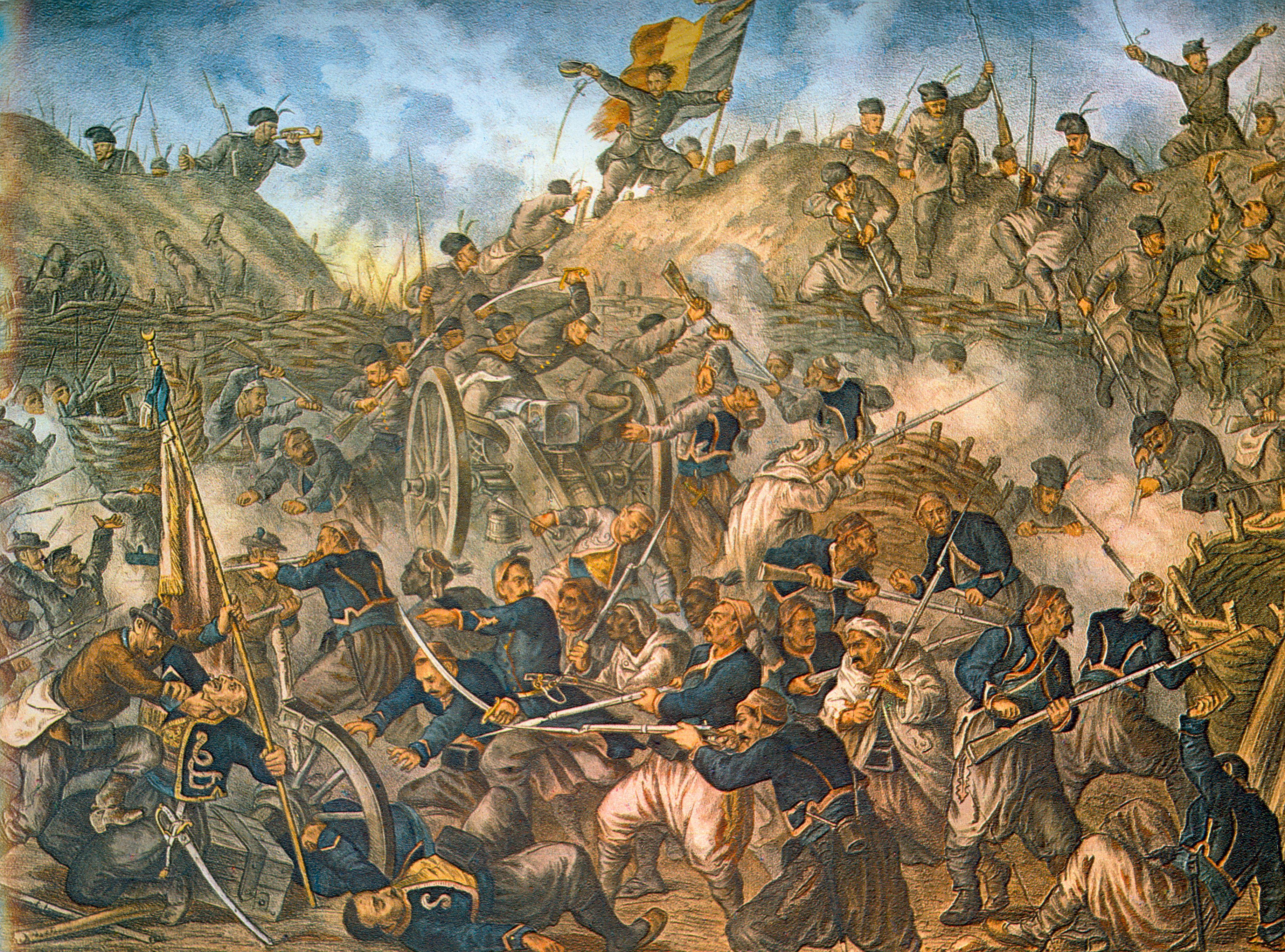
Maiorul Valter Mărăcineanu înalță drapelul românesc pe reduta Grivița (Nicolae Grigorescu, 1877).
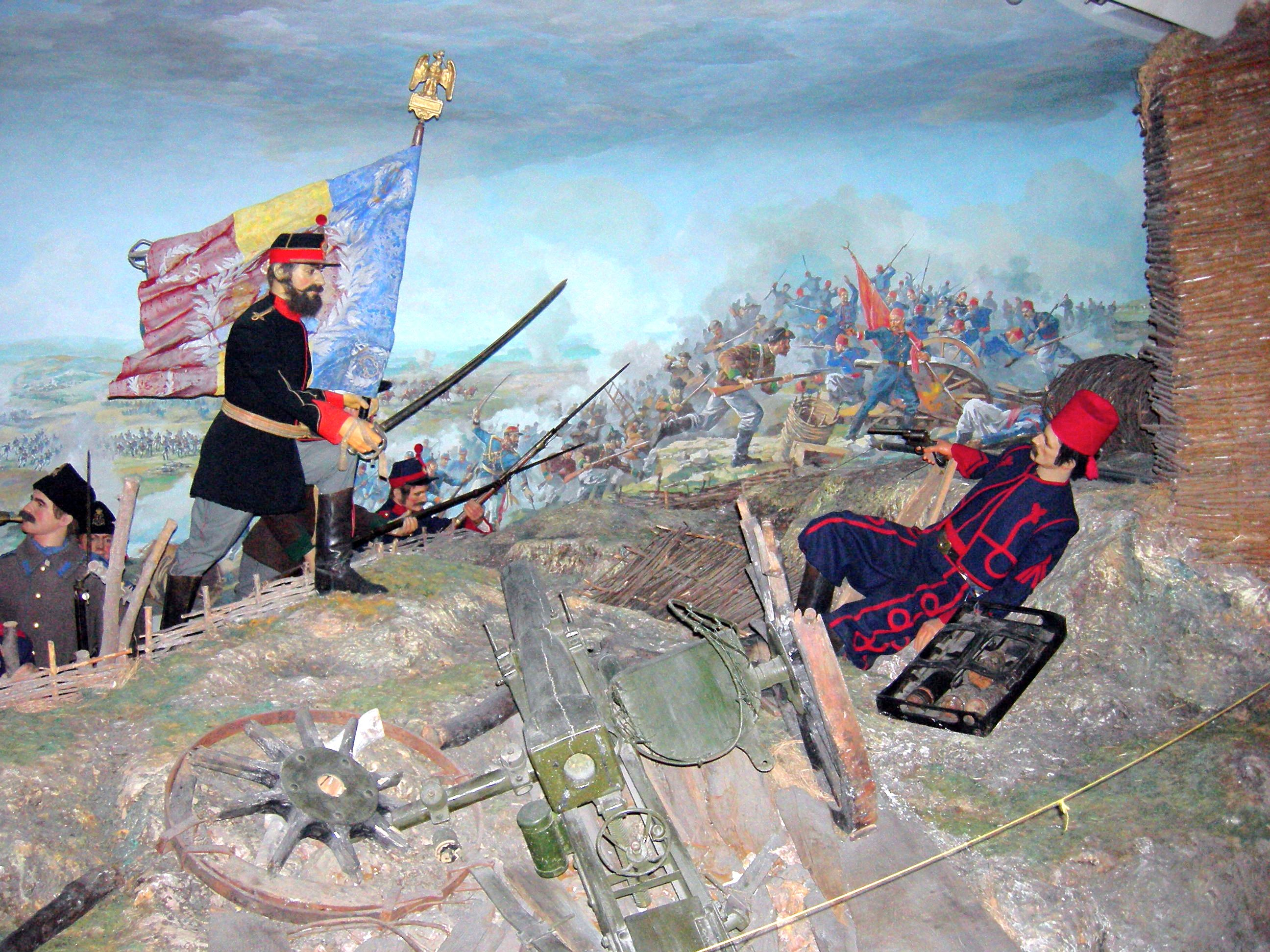
Cucerirea Plevnei, dioramă la Muzeul Militar din București.
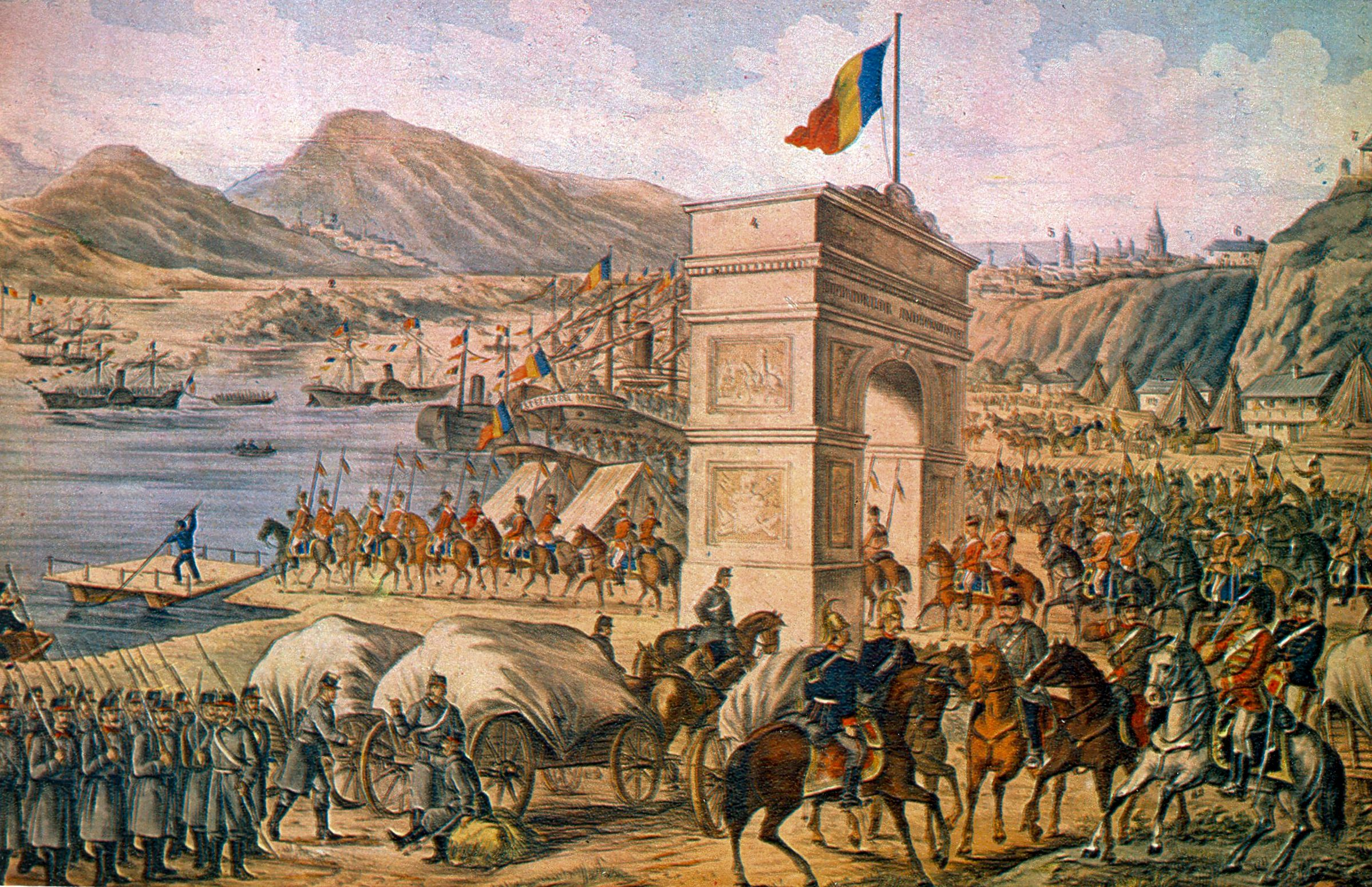
Armata Română trece Dunărea (1878)

#### Drapelele românești din Transilvania, Banat, Bucovina, Basarabia și de peste granițe

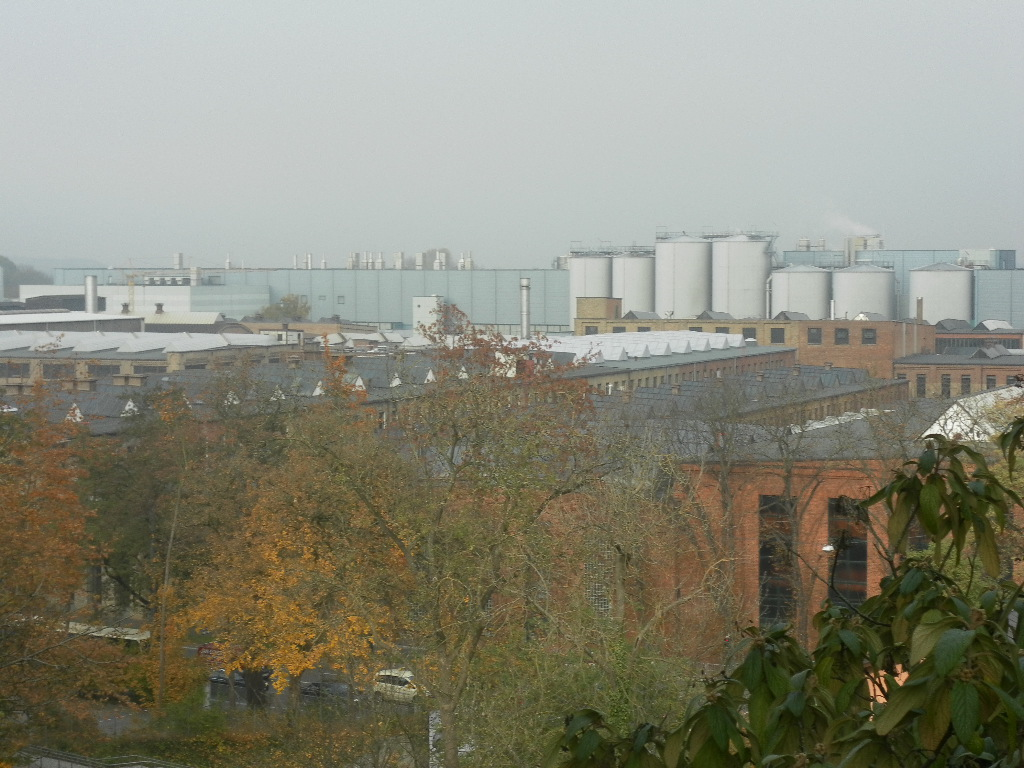
Aspect de la Marea Adunare Națională de la Alba-Iulia

În 1918, în Transilvania, Banat, Bucovina și Basarabia s-au creat împrejurări favorabile manifestării deschise a năzuinței românilor către unirea cu „Patria Mamă”.
În Basarabia, la 2 decembrie 1917 s-a constituit Republica Democratică Moldovenească, urmând ca pe 24 ianuarie 1918 aceasta să-și proclame independența. Heraldistul Paul Gore redactase în mai 1917 un studiu în limba rusă intitulat „Culorile naționale ale românilor din Basarabia”, care își propunea să demonstreze că basarabenii trebuie să utilizeze în mod firesc tricolorul românesc:
„E nevoie de o anumită stimă față de trecutul național și doar de puțin curaj pentru a-ți apăra drepturile naționale legale. Nu insist de loc ca drapelul nostru național compus din trei fâșii colorate albastru galben și roșu să aibă aceste fâșii aranjate vertical. Fie ca aceste fâșii în ordinea indicată să fie orizontale. Dar culorile și consecutivitatea lor trebuie să le păstrăm, mai ales, că toate aceste trei culori sunt și în Stema Basarabiei, care reprezintă, dacă eliminăm bordura din culorile Imperiului, stema antică exactă a Principatului Moldovei și, se știe că, drapelele trebuie alcătuite conform regulilor exacte ale heraldicii, potrivit culorilor câmpului și emblemelor stemelor corespunzătoare.”
Din această perspectivă, heraldistul Silviu Andrieș-Tabac îl consideră pe Gore drept autor moral al drapelului Republicii Democratice Moldovenești. Acesta era un tricolor albastru-galben-roșu, cu fâșiile plasate orizontal, având stema în centrul câmpului galben și inscripția „Republica Democratică Moldovenească și Independentă” în centrul câmpului albastru. Drapelul Sfatului Țării era asemănător, însă pe albastru era scris „Sfatul Țării” iar stema, de dimensiuni mai mari, era plasată la mijloc, peste galben și roșu.
Drapelele de luptă ale republicii au fost confecționate „cu câteva săptămâni înainte de 6 decembrie [1917], când s-a făcut parada ostașilor moldoveni din Basarabia”. Acestea erau tot tricolore, având scris pe o parte, cu fir argintiu, regimentul, iar pe cealaltă, pe toată întinderea steagului, literele „R M”.
În Transilvania, multe drapele românești au fost confecționate în perspectiva Marii Adunări Naționale de la Alba Iulia. Drapelele românilor din Transilvania reprezentau tricolorul albastru-roșu-galben dispus orizontal. Imaginile surprinse atunci pe sticlă de către fotograful Samoilă Mârza arată o mulțime de oameni, deasupra cărora fâlfâie numeroase astfel de drapele, unele având înscrisă pe pânză și o deviză.
Muzeul Național de Istorie din București deține trei drapele ale participanților la adunare și stema unui al patrulea, care a aparținut gărzii naționale din Alba Iulia. Primul tricolor are dimensiunea de 235 × 100 cm, iar fâșiile sale se termină fiecare la partea flotantă printr-un unghi cu vârful în afară. Hampa sa este din lemn vopsit în negru. Al doilea tricolor, cu dimensiunea de 130 × 75 cm, mai păstrează doar fâșiile galben și roșu, ambele terminate în unghi cu vârful în exterior. Al treilea drapel este confecționat din lână și are dimensiunea de 190 × 120 cm. Fâșiile de culoare se termină fiecare printr-un unghi ascuțit cu vârful în afară, de care este cusut câte un ciucure în culoarea respectivă. Hampa are drept cravată o panglică tricoloră având la fiecare capăt câte un ciucure.
În zilele noastre, Românii de peste granițele României sau Republicii Moldova folosesc, în general, drapelele și stemele unuia din aceste state, cu excepția Românilor din Serbia și a Aromânilor din Grecia : primii au adoptat ca stemă o acvilă bicefală, ceilalți un drapel alb întretăiat de opt linii drepte albastre, și de un cerc albastru în centru. 

Drapelul Republicii Democratice Moldovenești
Drapelul Republicii Democratice Moldovenești
Drapelul Sfatului Țării
Drapelul de luptă al Republicii Democratice Moldovenești
Unul dintre steagurile participante la Alba Iulia, în decembrie 1918.
Drapelul Aromânilor din Grecia.

### Drapelele României Mari
După înfăptuirea României Mari, drapelul oficial va rămâne în continuare cel tricolor, cu fâșiile dispuse vertical și fără stemă în centru.

#### Pavilioanele regale

Pavilionul Regelui, model Carol al II-lea

La 24 aprilie 1922 au fost adoptate noi modele ale pavilioanelor regale.
Pavilionul regelui consta dintr-un drapel pătrat de culoare roșie-vișinie, bordat cu o fâșie galbenă cu colți albaștri. Aceștia din urmă erau în număr de treisprezece pe fiecare latură, plus încă patru la colțuri. În mijlocul drapelului se afla stema cea mică a țării, sub care era plasată crucea ordinului „Mihai Viteazul”. După venirea sa la putere, regele Carol al II-lea a plasat crucea pe toată suprafața pavilionului, „ca un simbol al regalității eroice”, peste ea aplicând stema cea mică a României. La venirea rămășițelor sale pământești în țară, Carol al II-lea a avut sicriul acoperit cu acest pavilion.
Pavilionul reginei era asemănător cu cel al regelui, acestuia lipsindu-i însă crucea ordinului.
Pavilionul principelui moștenitor era de culoare albastru închis, având bordură roșie cu colți galbeni, iar în mijloc stema cea mică a țării.
Pavilionul principilor regali se deosebea de cel al principelui moștenitor prin faptul că nu avea bordură.
În 1940 a fost instituit și pavilionul reginei mame, o dată cu reîntoarcerea Reginei Elena în țară. Acesta se asemăna cu pavilionul reginei, însă nu avea bordură.

Pavilionul Reginei
Pavilionul Reginei mame
Pavilionul principelui moștenitor
Pavilionul principilor regali

#### Steaguri și pavilioane ale autorităților
Albumele vexilologice contemporane (spre exemplu „Flaggenbuch”, ediția 1939) prezintă mai multe steaguri și pavilioane ale autorităților românești din perioada interbelică.
Astfel, drapelul ministrului de război consta dintr-un pătrat tricolor pe albastrul căruia se găsea litera „M” de culoare albă. Ceilalți miniștri aveau un drapel asemănător, dar fără litera „M”.
Geacul navelor românești era un pătrat galben bordat cu roșu, în centrul căruia se găsea stema României Mari.
Pavilionul căpitanilor de navă era compus din tricolorul țării, în mijlocul căruia se afla o coroană regală.
Pavilionul navelor pilot era reprezentat prin tricolorul țării bordat cu alb. Dimensiunile drapelului erau de 3:6, iar grosimea bordurii de 2. Cu totul, proporția pavilionului era de 10:13.
Pavilionul poliției fluviale era un pătrat albastru, în centrul căruia se afla litera albă „P”.
Pavilionul serviciului poștal al S.M.R. era, oarecum, diferit față de celelalte. Flamura sa era albă, în proporție de 4:5, cu partea flotantă terminată în unghi ascuțit înspre interior. În canton se afla tricolorul țării, de formă pătrată, în centrul căruia era plasată o coroană regală. De tricolor atârna un șnur albastru care prindea un corn poștal de aur.

Pavilionul ministrului de război
Pavilionul celorlalți miniștri
Geacul navelor Marinei Militare
Pavilionul căpitanului de navă comercială
Pavilionul navelor pilot
Pavilionul poliției fluviale
Pavilionul poștal al S.M.R.

#### Drapelele de luptă
Drapelele militare erau tricolore și aveau pictată în centru stema României Mari. În colțuri se găseau monogramele aurite ale regilor Ferdinand I, Carol al II-lea (2 modele) sau Mihai I (2 modele), încoronate și înconjurate cu o coroană de frunze de stejar din aur. Hampa drapelelor avea în vârf o acvilă de metal cu zbor jos, încoronată și purtând în cioc o cruce.

Modelul Ferdinand I
Modelul Carol al II-lea
Modelul Mihai I

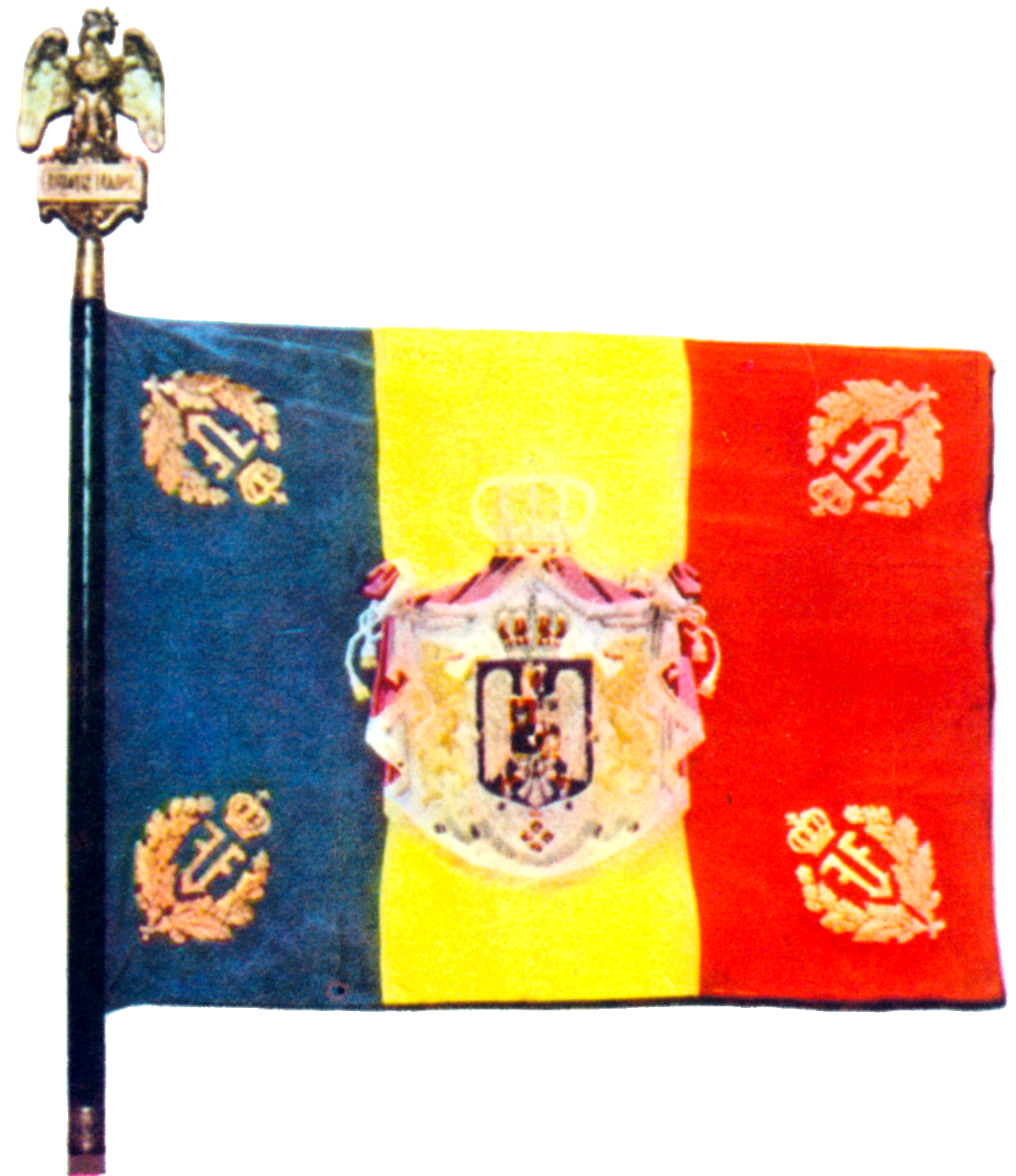
Modelul Ferdinand I în Al Doilea Război Mondial
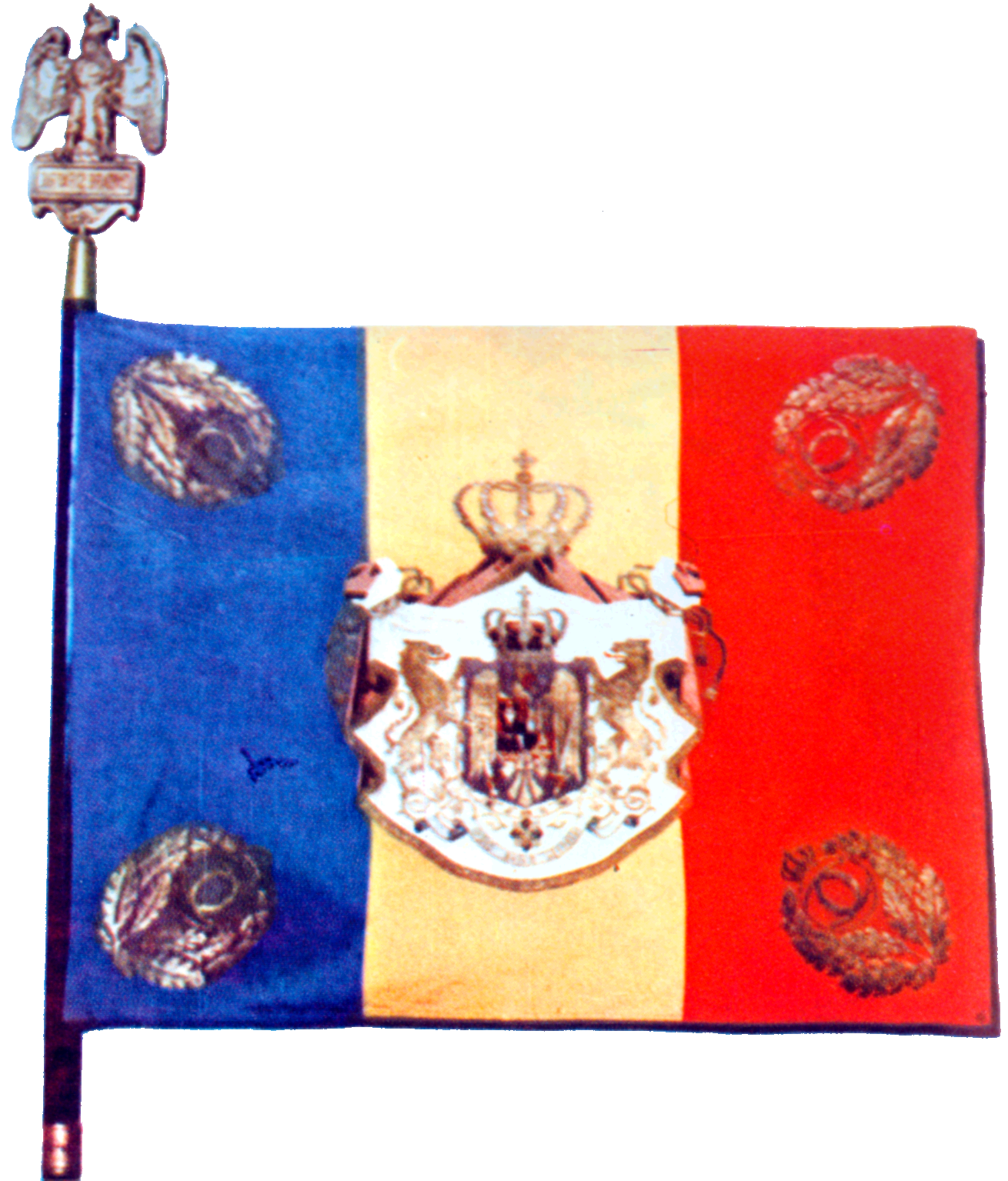
Modelul Carol al II-lea în Al Doilea Război Mondial
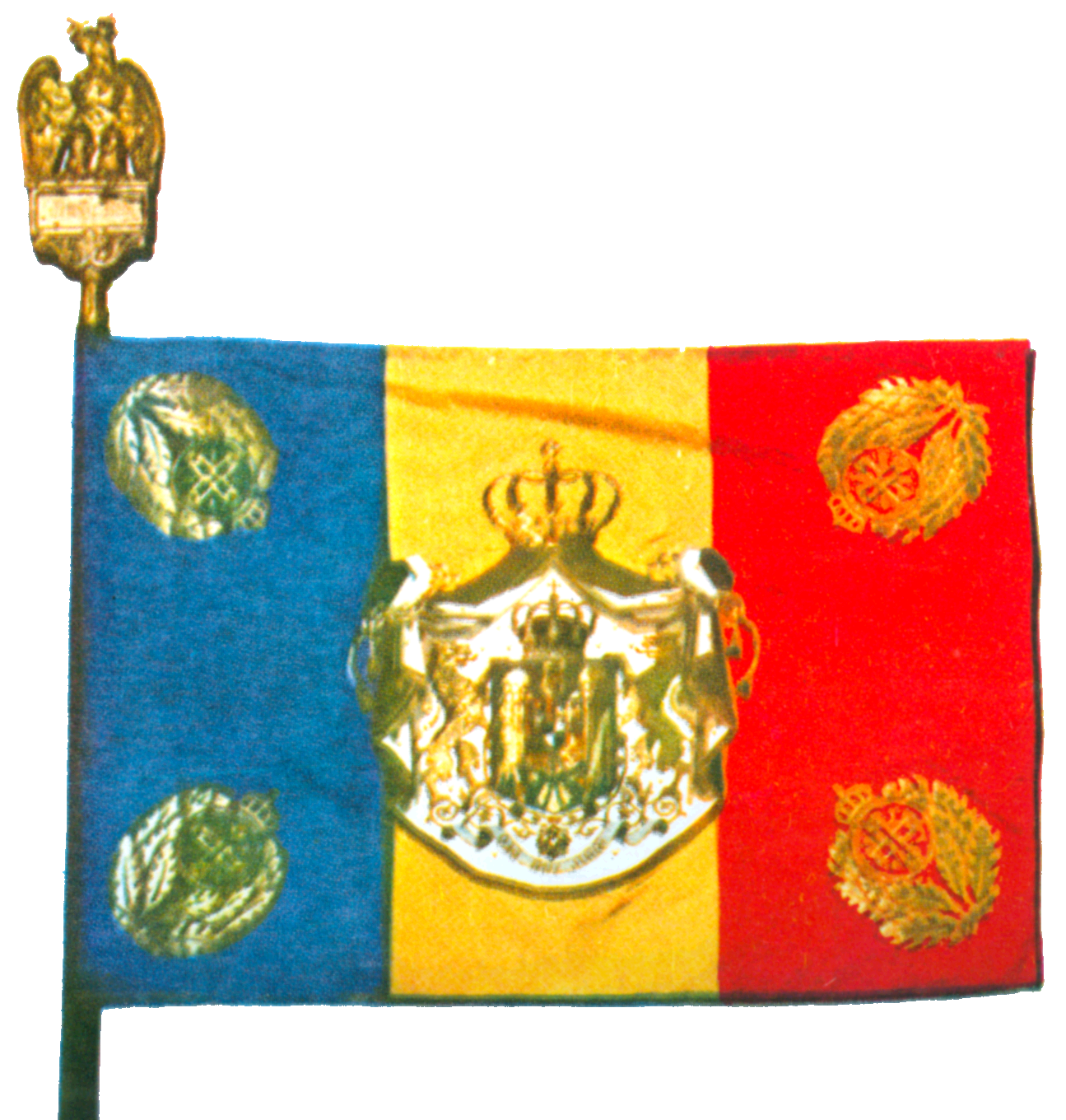
Modelul Mihai I în Al Doilea Război Mondial

#### Mărcile navelor
Mărcile amiralilor (inclusiv vice- sau contra-) indicate în amintitul album „Flaggenbuch”, aveau o formă pătrată și prezentau tricolorul românesc. Șeful Statului Major al Forțelor Navale avea drept însemn specific pe fâșia albastră două stele albe și două ancore albe încrucișate, aceste trei elemente fiind plasate unul sub altul. Pavilionul viceamiralului nu avea ancorele mai sus descrise, iar pavilionul contraamiralului prezenta pe fâșia albastră doar o stea.
Pavilionul comandorilor și căpitan-comandorilor de nave prezenta o fâșie roșie mai lungă, terminată în unghi ascuțit cu vârful în interior. Astfel, proporția însemnului ajungea la circa 11:13. Locotenent-comandorii navelor aveau drept marcă un triunghi tricolor de proporție 2:3.

Viceamiral comandant al Marinei
Viceamiral
Contraamiral
Comandor și căpitan-comandor
Locotenent-comandor

#### Mărcile navelor în al Doilea Război Mondial
În preajma celui de-Al Doilea Război Mondial, mărcile navelor militare au fost schimbate. Noile mărci aveau un design specific, culoarea galbenă având formă de cruce cu brațe lărgite. Următoarele modele sunt indicate în albumul „Flaggenbuch”, ediția 1939:

Ministrul Marinei și Transportului Aerian
Subsecretar de stat la Ministerul Marinei
Viceamiralul comandant al Marinei
Contraamiralul comandant al Marinei
Contraamiral
Comandor șef al unei flotile
Comandor comandant al unei unități mici
Comandant de grup
Oficialități
Flamura navelor militare

### Drapelele Republicii Populare Române
O dată cu instaurarea republicii, în România au fost interzise toate însemnele regatului, incluzând stemele și steagurile tricolore care le purtau. Pe 9 ianuarie 1948 a fost emis Decretul nr. 3 privind fixarea atribuțiunilor Prezidiumului Republicii Populare Române. Acesta prevedea, la articolul 7, ca noua stemă a republicii să fie „înfățișată prin: un tractor, un grup de trei furnale pe câmpul unui soare care răsare, înconjurat de o înmănunchiere de spice de grâu, legate de o panglică având inscripția Republica Populară Română și inițialele R. P. R. la capătul spicelor”. În continuare, articolul 8 se ocupa de drapelul țării: „colorile Republicii Populare Române sunt: albastru, galben și roșu, așezate vertical, și având în centrul câmpului galben Stema Republicii”.
Potrivit Constituției Republicii Populare Române din 1948, articolul 101, „Drapelul Republicii Populare Române se compune din culorile: albastru, galben și roșu, așezate vertical. În mijloc este așezată stema țării”. Constituția din 1952, la articolul 103, detalia puțin: „Drapelul Republicii Populare Române poartă culorile roșu, galben și albastru, așezate vertical cu albastrul lângă lancie. În mijloc este așezată stema Republicii Populare Române”. Nu erau menționate nici nuanțele culorilor, nici proporțiile. Este de remarcat și faptul că prin prevederile Constituției din 1952, în partea superioară a stemei republicii apare o stea roșie în cinci colțuri. Acest lucru se va reflecta și asupra drapelelor și pavilioanelor oficiale românești.

Drapelul RPR între ianuarie și martie 1948.
Drapelul RPR între 1948 și 1952.
Drapelul RPR între 1952 și 1965.
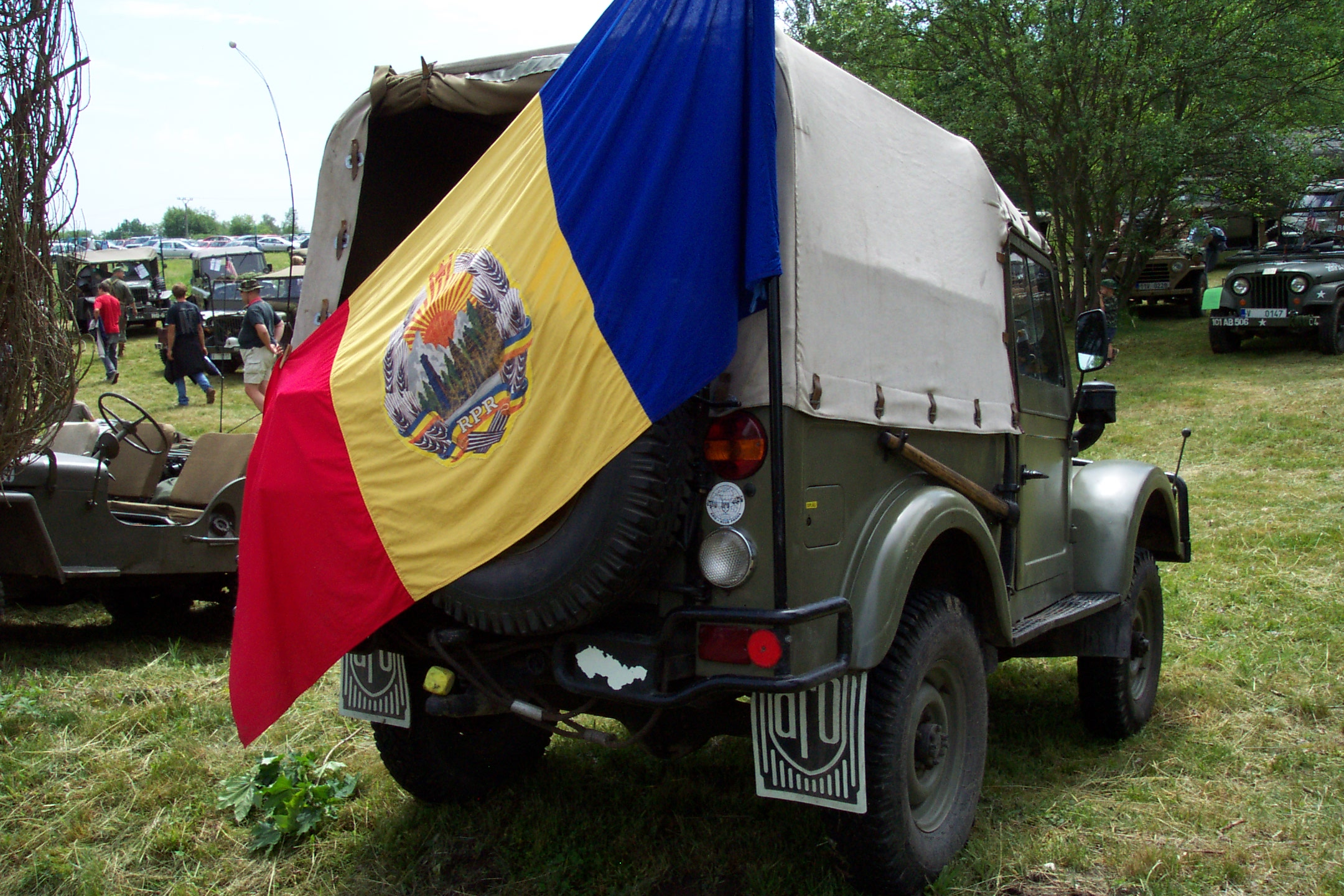
Un ARO IMS purtând un drapel al RPR, model 1952

#### Drapelele de luptă. Pavilioane
La 28 iulie 1950 Marea Adunare Națională a emis Decretul nr. 189 pentru înființarea drapelului de luptă al Forțelor Armate ale Republicii Populare Române, precum și a pavilioanelor Forțelor Aeriene Militare și Marinei Militare. Articolul 2 definea drapelul de luptă al unităților astfel: „trei fâșii de mătase de culoare roșu, galben și albastru, așezate vertical, albastru, situat la hampa drapelului. Pe margini drapelul are franjuri din fir de metal galben, iar la colțurile exterioare câte un canaf din același fir. Pe fața orientată dela hampă spre dreapta, la mijloc, este aplicată stema R. P. R. în culori naturale. Deasupra stemei, pe aceeași față, în linie arcuită, este scris cu litere de fir auriu: «Pentru Patria noastră». Sub stemă, pe aceeași față, în linie dreaptă, este scris cu litere din același fir: «Republica Populară Română». Pe cealaltă față și la mijlocul drapelului, este aplicată emblema ce se poartă la uniformele ofițerilor din Forțele Armate ale R. P. R. Sub emblemă este scris liniar, cu litere din fir auriu, denumirea unității. Hampa se termină cu un vârf în formă de ogivă, în interiorul căreia se găsește o stea cu cinci colțuri, în centrul căreia sunt scrise inițialele RPR.” În anexa legii erau precizate și dimensiunile drapelului (100 cm lungime și 60 cm lățime), ale stemei și emblemei (20 cm înălțime), ale franjurilor (5 cm lungime), ale hampei (250 cm lungime) și ale ogivei din vârf (15 cm lungime și 7 cm lățime).

Drapelul de luptă model 1950 (avers)
și revers
Drapelul de luptă model 1952 (avers)
și revers

La articolul 3 se descria pavilionul Forțelor Aeriene: „este reprezentat din mătase albastră de culoarea cerului. Pavilionul are forma dreptunghiulară, având aplicate pe ambele fețe câte 18 fâșii de mătase roșie în formă de raze. Pe margini, pavilionul are franjuri și canafi la fel ca drapelul [de luptă]. La mijlocul feței orientate de la hampă spre dreapta este aplicată stema R. P. R., iar la mijlocul celeilalte fețe este aplicată emblema ce se poartă la uniformele ofițerilor din Forțele Armate ale R. P. R. Stema R. P. R., emblema și inscripțiile sunt identice cu cele ale drapelului [de luptă]”. În anexă erau precizate dimensiunile pavilionului și ale elementelor decorative, identice cu cele ale drapelului de luptă. Unghiul la centrul steagului al unei raze era de 10 grade. De asemenea, se preciza nuanța culorii albastru, anume „albastru fier”.

Drapelul Forțelor Aeriene model 1950 (avers)
și revers
Drapelul Forțelor Aeriene model 1952 (avers)
și revers

Pavilionul Marinei Militare era descris la articolul 4 astfel: „reprezentat prin două bucăți de mătase de culoare albă și albastru, în formă dreptunghiulară, așezate orizontal, cea albastră, în partea de jos, având o lățime de 20 cm, iar cea albă, în partea de sus și având o lățime de 40 cm. La mijlocul suprafeței albe de pe fața orientată de la hampă spre dreapta, este aplicată stema R. P. R., în culori naturale, iar pe fața cealaltă, tot la mijlocul suprafeței albe, este aplicată emblema ce se poartă la uniformele ofițerilor din Forțele Armate ale R. P. R. Stema, emblema, inscripțiile, franjurile și canafii sunt la fel ca cele ale drapelului [de luptă]”. În anexă erau precizate dimensiunile drapelului (tot 100 × 60 cm) și ale stemei (tot 20 cm înălțime), precum și distanța acesteia față de marginile fâșiei albe (11 cm în partea superioară și 9 cm în partea inferioară). Textul „Pentru Patria noastră” se regăsea pe fâșia albă, deasupra stemei, iar „Republica Populară Română” și denumirea unității erau trecute la mijlocul fâșiei albastre.

Drapelul Marinei Militare model 1950 (avers)
și revers
Drapelul unităților de uscat ale Marinei Militare model 1952 (avers)
și revers

Prin Decretul nr. 190 din 1950, publicat în același număr al „Buletinului Oficial”, era stabilit și aspectul emblemei soldaților, ofițerilor și generalilor din Armată. Emblema ofițerilor se compunea dintr-o stea cu cinci raze din email roșu, de 34 cm în diametru, în centrul căreia erau poziționate două cercuri: primul, cu raza de 15 cm, era din email galben și atingea unghiurile interioare ale stelei, iar cel de-al doilea, cu raza de 11 cm, era din email albastru și purta în centru inițialele aurii „R. P. R.”.
Un an mai târziu, pavilionul Marinei Militare a fost schimbat prin Decretul nr. 124 din 20 iulie 1951 pentru modificarea art. 4 din Decretul nr. 189. Noua reglementare stabilea trei însemne separate: drapelul unităților de uscat ale Marinei Militare, pavilionul navelor Marinei Militare și pavilionul navelor de grăniceri.
Drapelul unităților de uscat ale Marinei Militare erau reprezentate prin „două bucăți de mătase de culoare albă și albastră, în formă dreptunghiulară, așezate orizontal, cea albastră în partea de jos a drapelului, iar cea albă în partea de sus. La mijlocul suprafeței albe de pe fața orientată dela hampă spre dreapta, este aplicată stema Republicii Populare Române, în culori naturale, iar pe fața cealaltă, tot la mijlocul suprafeței albe, este aplicată emblema ce se poartă la uniformele ofițerilor din Forțele Armate ale Republicii Populare Române. Stema, emblema, inscripțiile, franjurile și canafii sunt la fel ca cele ale drapelului [de luptă] descris la articolul 2 [din decretul nr. 189 din 1950]”. Potrivit anexei acestui decret, dimensiunile drapelului erau de 100 × 60 cm, lățimea fâșiei albastre era de 20 cm iar a celei albe de 40 cm, stema avea 20 cm înălțime iar distanța acesteia față de marginile fâșiei albe erau de 11 cm în partea superioară și 9 cm în partea inferioară.
Pavilionul navelor Marinei Militare constau dintr-o „bucată de pânză de astar în formă dreptunghiulară, având imprimate pe ambele fețe culorile alb și albastru, în două fâșii așezate orizontal, cea albastră în partea de jos a pavilionului. La mijlocul suprafeței albe de pe ambele fețe este aplicată stema Republicii Populare Române, în culori naturale. Pavilionul nu are franjuri sau canafi [și] este prevăzut cu saule și dispozitiv pentru ridicarea la bastonul dela pupă sau la catarg.” Pavilionul navelor de grăniceri se deosebea față de cel al navelor Marinei Militare doar prin culoarea fâșiei din partea inferioară, anume verde grăniceresc. Anexa legii stabilea doar niște proporții ale diferitelor elemente ale pavilionului, dimensiunile efective urmând a fi stabilite de către Ministerul Forțelor Armate și Ministerul Afacerilor Interne în funcție de mărimea navei și locul unde se arborează acesta. Așadar, lățimea drapelului reprezenta 0,6 din lungime, fiind divizată astfel: 1/3 fâșia colorată și 2/3 fâșia albă. Stema avea o înălțime de 1/3 din lățimea drapelului, fiind poziționată la 1/6 din aceeași lățime față de marginile fâșiei albe.
Este de remarcat faptul că, din 1953 până în 1964, datorită reformei ortografice, pe steaguri a fost înscris numele țării cu „î”.
Decretul nr. 93 din 17 aprilie 1954 pentru modificarea art. 4 din Decretul nr. 189 înființează noi însemne vexilologice: pavilionul navelor auxiliare ale Marinei Militare (însemnul anterior fiind folosit în continuare doar pentru navele de luptă) și flamurile navelor de luptă ale Marinei Militare, ale navelor auxiliare ale Marinei Militare și ale navelor grănicerești.
Pavilionul navelor auxiliare ale Marinei Militare erau reprezentate printr-o „pânză de astar, în formă dreptunghiulară de culoare albastră. În colțul de sus în partea unde se prinde la saulă, are imprimat pe ambele fețe culorile alb și albastru deschis, în două fâșii orizontale, cea albă în partea de sus. La mijlocul suprafeței albe, pe ambele fețe, este aplicată stema Republicii Populare Române, în culori naturale”. Proporțiile acestui pavilion erau indicate în anexă. Lățimea reprezenta 0,6 din lungime; zona din colțul stânga sus al pavilionului era similară în proporțiile elementelor constructive cu pavilionul navelor de luptă, iar dimensiunile acesteia erau 0,5 din lungime și 0,3 din lățime.

Pavilionul navelor de luptă ale Marinei Militare
Pavilionul navelor de grăniceri
Pavilionul navelor auxiliare ale Marinei Militare

Flamura navelor Marinei Militare și a navelor grănicerești erau reprezentate printr-o „pânză de astar, în formă dreptunghiulară, de culoare roșie la navele de luptă ale Marinei Militare, de culoare albastră la navele auxiliare ale Marinei Militare și de culoare verde la navele grănicerești [lățimea este de 0,6 din lungime]. La capătul dinspre saulă are imprimat pe ambele fețe, în două fâșii orizontale, culorile alb și albastru deschis la navele Marinei Militare sau alb verde la navele grănicerești [în proporție de 2/3 și respectiv 1/3; lungimea zonei e de 0,075 din lungimea flamurei]. În ambele cazuri culoarea albă va fi în partea de sus. La mijlocul suprafeței albe de pe ambele fețe este aplicată stema Republicii Populare Române, în culori naturale [cu înălțimea de 1/3 din lățimea flamurei și situată la 1/4 (sic!) și 1/6 față de marginile zonei albe]. La celălalt capăt, flamura este tăiată în forma unui unghi ascuțit cu vârful înăuntru [adâncimea tăieturii: 1,2 din lungimea zonei alb-color de lângă saulă]. Flamura navelor este prevăzută cu saulă și dispozitiv, pentru ridicarea la mărul arborelui mare”. Proporțiile elementelor constitutive ale flamurii erau indicate în anexă, dimensiunile efective urmând a fi stabilite de către Ministerul Forțelor Armate și Ministerul Afacerilor Interne.

Flamura navelor de luptă ale Marinei Militare
Flamura navelor grănicerești
Flamura navelor auxiliare ale Marinei Militare

### Drapelele Republicii Socialiste România

Drapelul de stat al R.S.R. (1965-1989)

Constituția Republicii Socialiste România, adoptată în 1965, prevedea la articolul 118 următoarele: „Drapelul Republicii Socialiste România poartă culorile roșu, galben și albastru, așezate vertical, cu albastrul lângă lance. În mijloc este așezată stema Republicii Socialiste România”.
Prin Decretul nr. 972 din 5 noiembrie 1968 privind însemnele Republicii Socialiste România erau stabilite în detaliu stema, sigiliul, drapelul și imnul de stat al republicii. Expunerea de motive alăturată preciza faptul că, în lipsa unor reglementări corespunzătoare, „au apărut interpretări greșite ale acestora [precizărilor constituționale], folosiri incorecte sau neunitare ale însemnelor statului”. Capitolul IV al decretului este dedicat în întregime descrierii drapelului și protocolului de utilizare al acestuia. Astfel, drapelul este definit ca având proporția de 2:3, cu fâșiile colorate de dimensiuni egale. Culorile reglementare se aflau tipărite în anexă, nefiind denumite expres. Stema era plasată în centru și avea o înălțime egală cu 2/5 din lățimea drapelului. În continuare, era prevăzut că, în cazul pavoazării, proporțiile drapelului puteau diferi, însă stema trebuia plasată mereu în mijloc, vertical. Articolele 13-21 se ocupau expres și exhaustiv de protocolul steagului, descriind: locurile de arborare permanentă și temporară (art. 13), regimul de arborare în afara granițelor țării (art. 14) și în cazul unor manifestări ale organizațiilor socialiste (art. 15), condițiile de coborâre în bernă (art. 16, 17 și 18, iar la art. 20 excepțiile de la regulă), condițiile și modalitatea de înfășurare a sicrielor în drapel (art. 19), precum și locul drapelului românesc în cazul în care este afișat alături de unul sau mai multe drapele străine (art. 21).

#### Pavilionul președintelui și al primului-ministru. Steaguri ale autorităților
Pavilionul președintelui (inițial al Consiliului de Stat al) RSR și cel al primului ministru era reprezentat prin tricolorul românesc de formă pătrată, cu fimbriație și bordură roșie, peste care este aplicată stema RSR (înălțimea ei: 2/3 din înălțimea tricolorului). Pavilionul este tivit cu franjuri din fir de aur, iar la colțuri prezintă ciucuri din același material.
Drapelul ministrului forțelor armate ale RSR era reprezentat printr-o flamură albă cu proporția de 1:2. În primul sfert al acesteia se regăsea drapelul RSR, iar în jumătatea flotantă două stele roșie cu cinci raze, suprapuse. Drapelul celorlalți miniștri era similar, dar prezenta o singură stea, în centrul jumătății flotante.

Drapelul prezidențial
Drapelul ministrului apărării
Drapelul celorlalți miniștri

#### Drapelele de luptă. Pavilioane
Drapelele de luptă și pavilioanele stabilite în timpul Republicii Populare Române au fost modificate sau total schimbate prin Decretul nr. 1016 din 24 decembrie 1966 privind reglementarea acordării drapelului de luptă al unităților și marilor unități de toate armele, modificarea înfățișării pavilioanelor și flamurilor navelor marinei militare și navelor grănicerești, înființarea mărcii distinctive și mărcilor de comandament la navele marinei militare și navele grănicerești, a geacului pentru navele marinei militare și a pavilionului distinctiv pentru navele grănicerești.
În expunerea de motive atașată, se menționa că vechile reglementări nu mai erau corespunzătoare, în principal din următoarele motive:
- drapelele de luptă ale unităților de uscat ale marinei militare nu sunt reprezentate prin culorile drapelului de stat, ci numai prin culorile alb și albastru;
- pavilioanele și flamurile navelor marinei militare și navelor grănicerești nu sunt reprezentate prin culorile drapelului de stat și astfel — chiar la distanțe mici — navele românești pot fi ușor confundate cu cele ale altor state;
- pavilionul forțelor aeriene militare nu mai este necesar, întrucât nu este în concordanță cu noua organizare a aviației militare.

Articolul 2 al Decretului prevedea că „Drapelul [de luptă] se acordă de către Consiliul de Stat al Republicii Socialiste România atât unităților și marilor unități de toate armele din Ministerul Forțelor Armate, cât și unităților din Ministerul Afacerilor Interne, la înființarea acestora. Acordarea drapelului se face, după caz, la propunerea ministrului forțelor armate sau a ministrului afacerilor interne. Înmânarea drapelului se face în numele Consiliului de Stat al Republicii Socialiste România de către un reprezentant al forțelor armate, respectiv al ministrului afacerilor interne.” Primul alineat al acestui articol a fost modificat în cadrul Decretului nr. 150 din 19 iunie 1974 privind modificarea unor legi și decrete astfel: „drapelul se acordă prin decret prezidențial atât unităților și marilor unități de toate armele din Ministerul Apărării Naționale, cât și unităților din Ministerul de Interne, la înființarea acestora.”

Drapelul de luptă al RSR (avers)
și revers
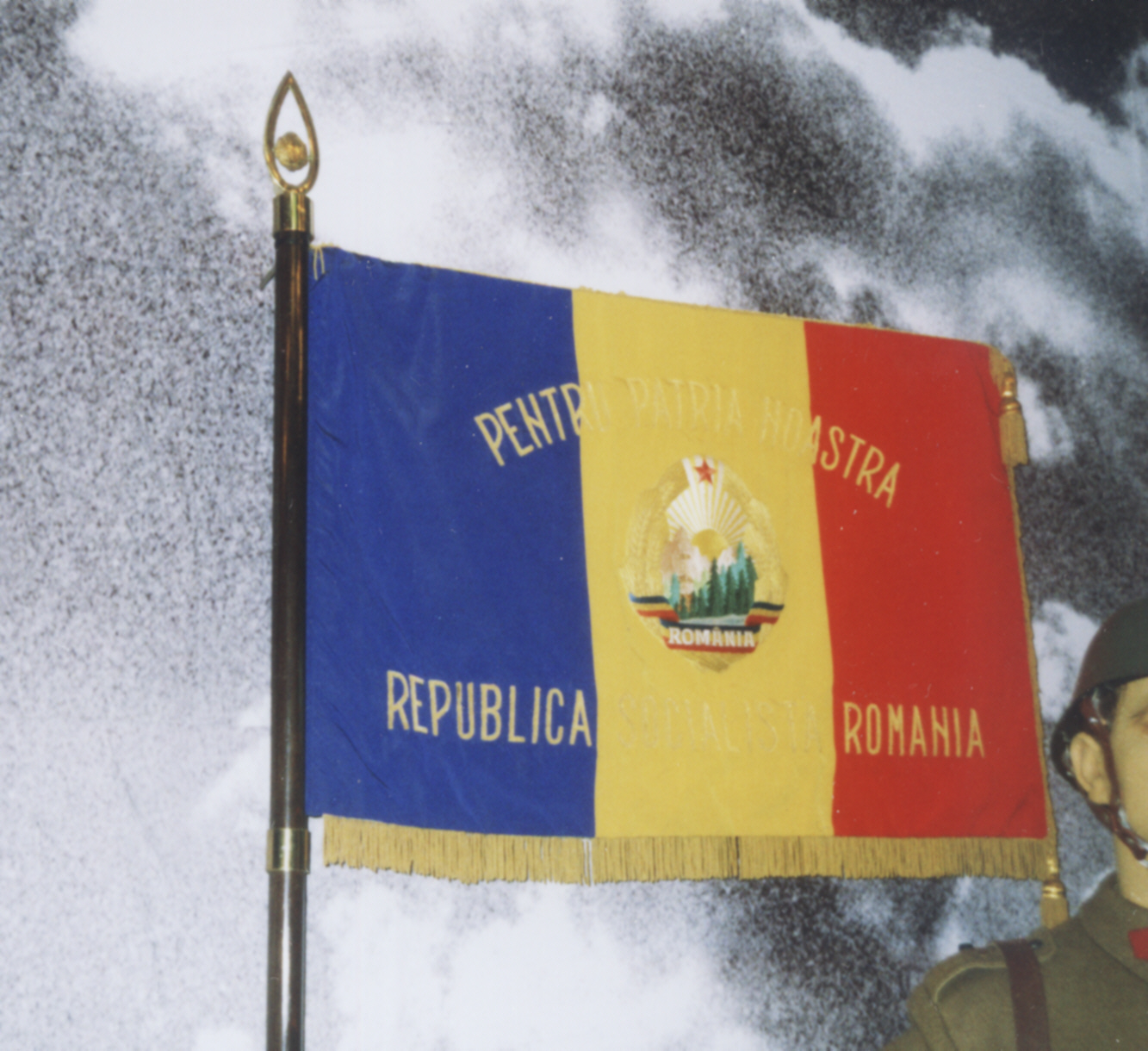
Fotografie care surprinde și hampa cu ogiva din vârf

Pavilioanele navelor marinei militare și ale navelor grănicerești erau reprezentate prin drapelul de luptă al unităților respective.
Flamura era însemnul prin care se făcea cunoscut faptul că nava este armată și comandată de un ofițer de marină. Era constituită dintr-o „pânză de astar, de forma unui triunghi isoscel, având baza spre dispozitivul de prindere și imprimate pe ambele fețe culorile drapelului și stema Republicii Socialiste România.”
Geacul era reprezentat „printr-o pânză de astar de formă pătrată, având imprimate pe ambele fețe culorile drapelului și stema Republicii Socialiste România. Pe culoarea albastră sunt aplicate două ancore încrucișate de culoare albă având aceeași mărime ca stema.”
Pavilionul distinctiv pentru navele grănicerești era reprezentat „printr-o pânză de astar, de culoare albă, de formă dreptunghiulară, având jumătatea dinspre dispozitivul de prindere de culoare verde pe care este aplicată o ancoră de culoare albă”. 

Flamura navelor
Geacul navelor
Pavilionul navelor grănicerești

Dimensiunile acestor însemne, precum și modul de folosire al acestora urmau să fie stabilite de către Ministerul Forțelor Armate, prin regulament.
Prin Decretul nr. 90 din 27 aprilie 1977 privind instituirea drapelului de luptă al gărzilor patriotice și reglementarea acordării acestuia se crea un însem special pentru unitățile Gărzilor Patriotice. Acesta era similar drapelelor de luptă ale unităților militare, cu excepția inscripțiilor de pe fața a doua a drapelului: „Gărzile patriotice” — în linie arcuită, deasupra stemei — și unitatea administrativă în care se găsea gruparea (municipiul sau județul) — în linie dreaptă, sub stemă. Dimensiunile erau indicate în anexă: pânza avea 100 cm lungime și 66 lățime, înălțimea scrisului era de 6 cm, franjurii erau lungi de 5 cm, hampa avea 240 cm lungime și 4 cm în diametru, iar ogiva din vârful hampei era înaltă de 15 cm. Potrivit Decretului, drapelul se acorda unității de către comandanții gărzilor patriotice județene ori din municipiului București, sau de către reprezentanți ai Statului major al gărzilor patriotice de la Comitetul Central al Partidului Comunist Român, în urma unui decret prezidențial în acest sens. Puteau primi drapel Gărzile patriotice care s-au distins în activități de pregătire pentru apărarea patriei și care întruneau minim 2000 de luptători.

Drapelul gărzilor patriotice (avers)
și revers

#### Mărcile navelor
Decretul nr. 1016 din 1966 creează cadrul legal pentru înființarea mărcilor distinctive și a mărcilor de comandament, care se arborează pe navele marinei militare și cele grănicerești, potrivit Regulamentului serviciului la bord.
Marca distinctivă se arborează atunci când pe navă „se află în vizită oficială secretarul general al Comitetului Central al Partidului Comunist Român, președintele Consiliului de Stat al Republicii Socialiste România sau președintele Consiliului de Miniștri al Republicii Socialiste România”.
Marca de comandant se arbora în situații similare pentru: „ministrul forțelor armate ale Repubicii Socialiste România, comandantul marinei militare, comandantul marii unități de nave sau comandantul unei grupări de nave constituită temporar”.
Forma, culorile și dimensiunile mărcilor urmau să fie stabilite prin regulament.

### Drapelul Revoluției din decembrie 1989
Încă din 17 decembrie 1989, în timpul Revoluției de la Timișoara, stema Republicii Socialiste România a fost îndepărtată de pe drapele, fiind privită ca însemn al regimului dictatorial al lui Nicolae Ceaușescu. Acest lucru s-a realizat, de cele mai multe ori, prin tăierea sau ruperea zonei centrale a fâșiei galbene, de unde și sintagma „drapel cu gaură”.
Decretul-Lege nr. 2 din 27 decembrie 1989 privind constituirea, organizarea și funcționarea Consiliului Frontului Salvării Naționale și a consiliilor teritoriale ale Frontului Salvării Naționale prevedea la articolul 1, între altele, faptul că „drapelul țării este tricolorul tradițional al României, având culorile așezate vertical, în următoarea ordine, pornind de la lance: albastru, galben, roșu.”

Drapelul cu gaură al Revoluției.
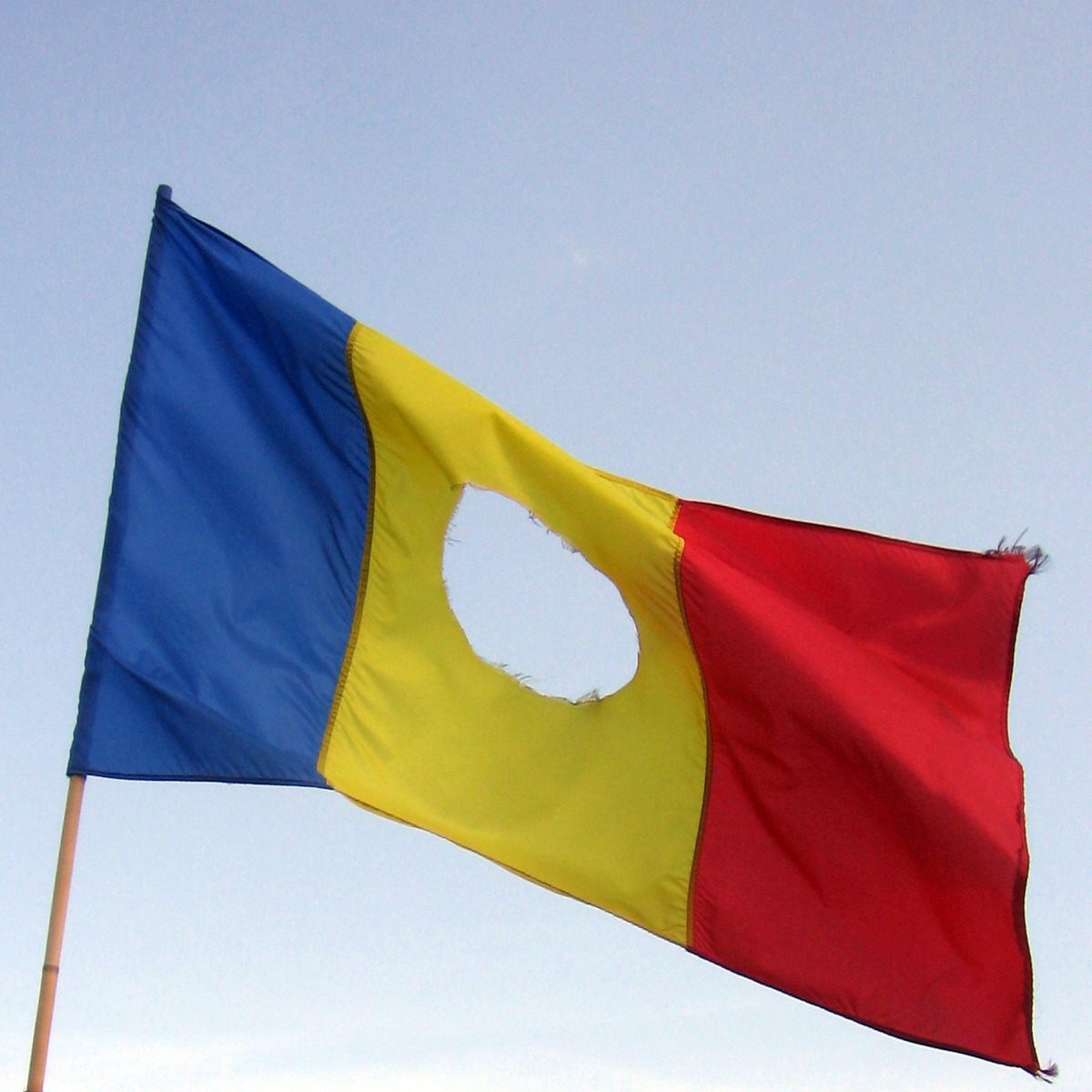
Model real al acestui drapel.
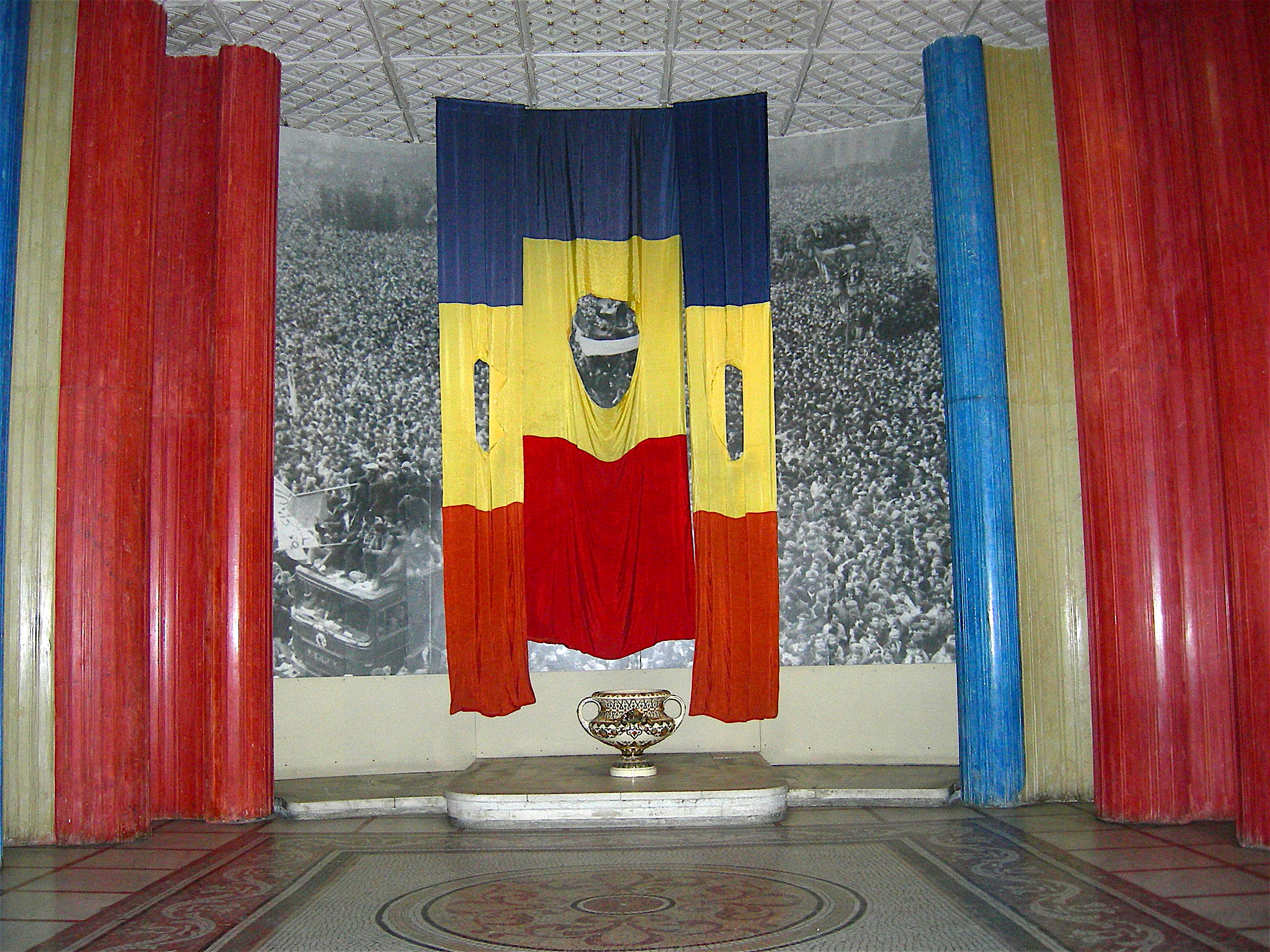
Drapele cu gaură la Muzeul Militar din București.
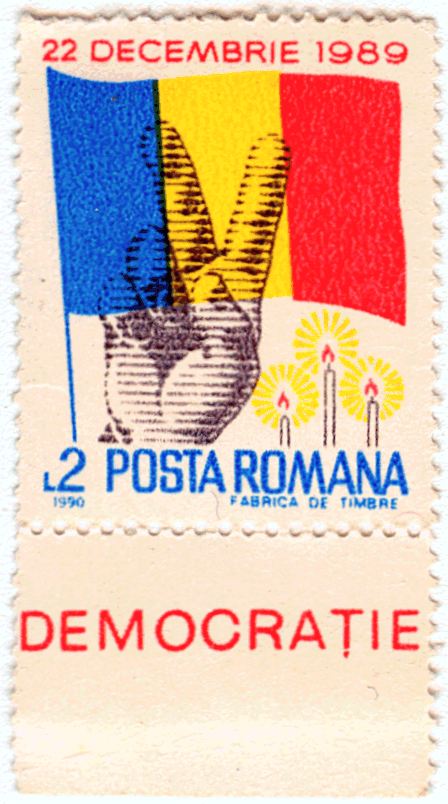
Timbru din 1990 cu tricolorul fără stemă al Revoluției.

### Depozitarea, restaurarea și conservarea drapelelor vechi
În secolul al XIX-lea, după înființarea armatei moderne în cele două principate române dunărene, vechile drapele militare și cele domnești au fost depuse la Arsenalul Armatei. În 1919 toate acestea au fost transferate la Muzeul Militar Național. Este de menționat că, în paralel, drapelele care au participat la Războiul de Independență au fost schimbate în 1902 și păstrate până în 1928-1929 în sala tronului din Palatul Regal. După această dată au trecut în patrimoniul Muzeului Militar. În 1971 un lot important de vechi drapele a trecut în patrimoniul Muzeului Național de Istorie.
În 1966, la Muzeul Militar Central se găseau 1075 drapele românești și străine, dintre care 949 originale, cu hampă, vârf și pânză, 42 de copii și reconstituiri și 84 la care se mai păstrează doar hampa și vârful. Împreună cu alte categorii de drapele, stindarde, pavilioane, fanioane, eșarfe și cravate, colecția se ridica la 1248 obiecte. Astăzi colecția de drapele și stindarde a muzeului numără 10.826 de exponate.
Majoritatea drapelelor vechi au flamura deteriorată (uneori lipsește aproape în totalitate), sau sfâșiată de gloanțe ori săbii.
Măsurile de întreținere luate de către experții din muzee cuprind: introducerea și coaserea în tul dublu a majorității drapelelor (încă din anii 1930), spălarea prin metode speciale a unor drapele îmbâcsite de praf, acoperirea drapelelor cu huse de culoare închisă pentru evita pătrunderea luminii în țesături, înlocuirea exemplarelor deteriorate grav cu copii, fotografierea drapelelor spre a se evita manipularea lor repetată, controlarea condițiilor climatice din depozite și sălile de expoziții. Anumite drapele sunt supuse și operațiunilor de restaurare.

### Fapte de eroism sub drapel

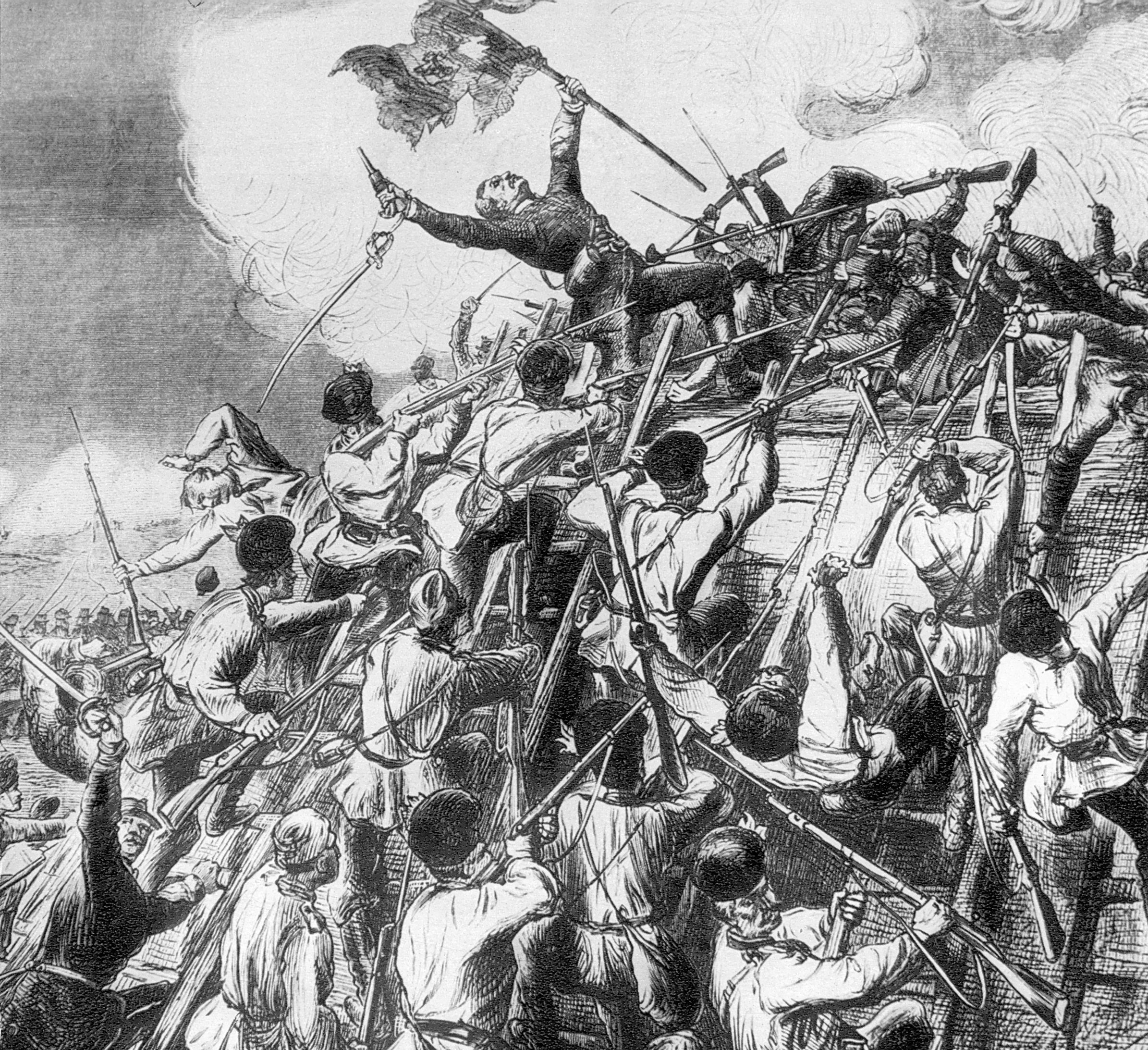
Cucerirea redutei Grivița. Litografie de Carol Popp de Szathmary

În timpul Războiului de Independență din 1877-78, eroismul ostașilor români a fost stimulat permanent de drapelul românesc. În atacul din 30 august 1877, căpitanul Nicolae Valter Mărăcineanu a căzut la datorie în timp ce înfigea pe parapetul redutei Grivița drapelul Regimentului 8 linie. Ostașii Regimentului 3 călărași au pătruns între primii în Plevna, trecând înot apa Vidului, cu drapelul în frunte.
În urma faptelor de vitejie, într-o ceremonie solemnă desfășurată la 8 octombrie 1878 au fost decorate drapelele de luptă. Unitățile participante la asediul Griviței (Regimentul 6 infanterie de linie, Regimentele 6, 10, 13 și 14 dorobanți), care au luptat la Plevna (Regimentul 6 infanterie de linie, Regimentele 6 și 14 dorobanți, Batalionul 2 și 4 vânători, Regimentele 3 și 7 călărași), la Smârdan și Vidin (Regimentul 6 infanterie de linie, Regimentul 3 artilerie) au primit Crucea Trecerii Dunării. Regimentul 13 dorobanți a mai primit ordinul Steaua României, alături de alte 3 Regimente, iar Batalionului 2 vânători a primit Marea Cruce a ordinului Steaua României. Au mai fost decorate, între altele, Regimentului 9 dorobanți și Regimentele 4 și 6 infanterie de linie. Drapelul Regimentului 6 infanterie de linie a mai primit la Galați, din partea principelui Milan Obrenovici al IV-lea al Serbiei, medalia Bravura Militară (23 septembrie 1879).
Și în Primul Război Mondial au avut loc jertfe pentru apărarea drapelului de luptă, ca simbol al datoriei de apărare a pământului țării și al onoarei militare. Garda drapelului din Regimentul 83 infanterie „Neagoe Basarab” a înfruntat, în octombrie 1916, o patrulă călare a armatei germane. Deși i s-a retezat o mână, port-drapelul regimentului a rămas la locul luptei până în momentul în care ceilalți soldați au sărit în ajutor și au salvat drapelul. O lună mai târziu, Regimentul 1 infanterie „Dolj” s-a aflat într-o situație critică din cauza căreia s-a decis îngroparea drapelului în curtea unui țăran din Izbiceni. El a fost recuperat după eliberarea României de sub ocupație străină, în toamna lui 1918. Regimentul 1 grăniceri s-a aflat la rândul său într-un moment dificil, cu prilejul luptelor din defileul Oltului. Atunci, comandantul unității a hotărât îngroparea pajurei, iar flamura a fost înfășurată în jurul corpului unui grănicer care s-a strecurat prin învălmășeală. Steagul a fost repus pe hampă în Moldova și a participat la campaniile din 1917. A fost decorat la sfârșitul războiului cu ordinul Mihai Viteazul, Crucea comemorativă a războiului 1916-1918 și medalia Victoria.
Multe alte drapele de luptă au fost decorate la terminarea războiului. Pentru a da numai câteva exemple, Regimentul 1 artilerie grea a primit ordinul Steaua României în grad de cavaler cu spade și panglica Virtuții Militare. Regimentul 4 artilerie grea a fost decorat cu ordinul Steaua României și Crucea comemorativă a războiului 1916-1918. Regimentul 32 „Mircea” a primit, la rândul său, ordinul Mihai Viteazul. Regimentul 70 infanterie, „dând dovadă de cel mai frumos spirit de sacrificiu și de un puternic patriorism”, a primit ordinul Mihai Viteazul clasa a III-a și Crucea comemorativă 1916-1918.
În timpul celui de-Al Doilea Război Mondial, drapelele unităților evidențiate în luptă au fost decorate la rândul lor. În acțiunile de pe frontul de vest, Regimentul 6 artilerie antiaeriană și Flotila 2 vânătoare au fost decorate cu ordinul Virtutea Aeronautică cu spade. Ordinul Mihai Viteazul cu spade a fost primit, între alte unități, de către Regimentul 2 călărași, remarcat în luptele de pe Someș, Mureș și din Cehoslovacia, Regimentul 96 infanterie, care a forțat Tisa și a eliberat Budapesta, Regimentele 18 atilerie, 34 infanterie, Batalioanele 7 și 8 vânători de munte.

## Drapelele actuale ale României

### Drapelul președintelui și cel al primului ministru
Publicația „Album des pavillons nationaux et des marques distinctives” (2000) indică drept drapel al președintelui României un tricolor de formă pătrată, cu fimbriație și bordură albastră. Este tivit pe toate laturile cu franjuri din fir de aur, iar la colțuri prezintă ciucuri din același material.
Drapelul primului ministru este similar celui prezidențial, cu deosebirile că bordura e de culoare galbenă și nu prezintă franjuri și ciucuri.

Drapelul Președintelui României
Drapelul prim-ministrului României

### Steaguri ale autorităților
Publicația „Album des pavillons nationaux et des marques distinctives” (1990) prezintă drept drapel al miniștrilor o flamură albă de proporție 1:2 în cantonul căreia se află drapelul românesc.
Ediția din 2000 a amintitului album arată și modelul drapelului ministrului apărării naționale, aproape identic cu cel din perioada interbelică. Tot identic cu însemnul din perioada interbelică este și pavilionul navelor pilot.

Drapel ministerial de la începutul anilor '90
Drapelul ministrului apărării naționale
Pavilionul navelor pilot

### Drapelul de luptă al României. Pavilioane

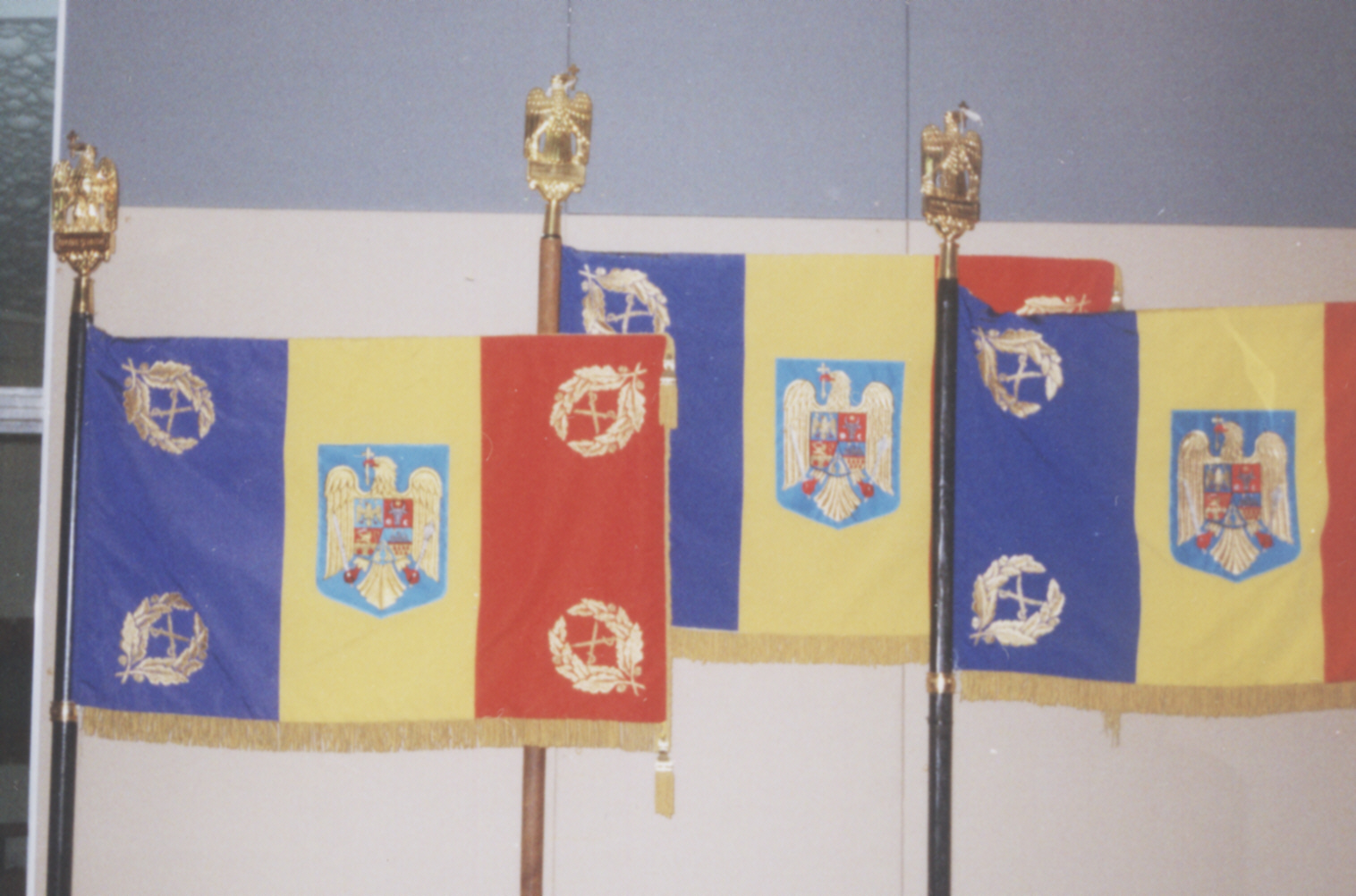
Drapele de luptă ale unităților terestre

„Drapelul de luptă al unității este simbolul onoarei, vitejiei și gloriei militare. El evocă trecutul de luptă al poporului român pentru libertate națională și tradițiile unității, amintind fiecărui militar datoria sfântă de a servi cu credință patria, de a apăra cu orice preț unitatea, suveranitatea și independența României.”
Drapelul de luptă se acordă unităților militare prin Decret al președintelui României, la propunerea ministrului apărării naționale, a ministrului de interne sau a directorului Serviciului Român de Informații. Descrierea completă a acestui însemn militar, potrivit Ministerului Apărării Naționale, este următoarea:
Drapelele de luptă ale României sunt confecționate din mătase dublă și au dimensiunea de 100 × 66 cm (proporție 2:3). Flamura reprezintă în culori drapelul României și are ornamentația identică atât pe avers cât și pe revers. În centrul fâșiei galbene, la 18 cm de baza acesteia, este aplicată stema țării, cu dimensiunile de 29 × 21,5 cm. În colțuri, la 5 cm de marginea flamurei, se găsește câte o ghirlandă din frunze de stejar cu înălțimea de 18 cm, care încadrează însemnul categoriei de forțe armate de care aparține unitatea, toate din aur:
- două săbii încrucișate pentru forțele terestre
- o elice suprapusă peste o pereche de aripi în zbor jos, un radar, o rachetă și o lunetă încrucișate pentru forțele aeriene
- o ancoră pentru forțele navale.

Drapelul este tivit pe laturile libere cu franjuri din fir de aur (de 5–7 cm) și ciucuri din același material (de 10–12 cm lungime) la cele 2 colțuri flotante. Flamura este prinsă de hampă cu o vergea metalică inoxidabilă, cu lungimea de 70 cm.
Hampa este din lemn de culoare brună și are înălțimea de 240 cm și diametrul de 3,5 cm. La baza ei se găsește un cilindru de protecție din alamă, lung de 4 cm și cu obturație în partea inferioară. Vergeaua drapelului este prinsă de hampă printr-un inel de alamă aurită în partea inferioară și un manșon tronconic (înălțime 6 cm) din același metal și aurit în partea superioară. Pe inel (înălțime 3,2 cm) se află inscripționat numele unității. În vârful hampei este plasat un manșon tronconic lung de 6 cm, din alamă, Peste manșonul tronconic se montează acvila. Aceasta este confecționată din tablă de cupru aurită și are dimensiunile de 15 cm înălțime și 11,5 cm lățime. Acvila privește spre dextra, se află în zbor jos și ține în gheare fulgerele lui Jupiter. Este plasată pe un suport paralelipipedic din același metal (dimensiuni 10 × 3,5 × 2 cm), care prezintă la partea inferioară un ornament înalt de 3,4 cm. Suportul se fixează de manșonul tronconic al hampei prin înșurubare și are înscrisă pe avers deviza „Onoare și Patrie”. Pe revers este trecută din nou denumirea unității respective.
Drapelul de luptă mai are ca accesorii cravata pentru fixarea decorațiilor, șase eșarfe pentru militarii din garda drapelului și o husă din material textil impermeabil.
Drapelul de luptă al navelor militare este identic cu pavilionul acestora. Pavilionul este, la rândul său, identic cu Drapelul României, fiind confecționat din pânză de astar în diferite dimensiuni, potrivit rangului navei.
Geacul României dintre 1995 și 1998 a fost asemănător mărcilor navelor militare. După această dată a fost înlocuit cu unul care înfățișează drapelul românesc în poporție de 1:1 cu două ancore albe încrucișate în centrul fâșiei albastre.
Pavilionul șefului Statului Major al Apărării este reprezentat de un tricolor românesc de formă pătrară având patru stele albe, una sub alta, în centrul fâșiei albastre.
Flamura navelor este reprezentată printr-o bucată de pânză în formă de triunghi isoscel alungit, cu proporția de 1:10, pe care este imprimat tricolorul românesc. 

#### Drapelele de luptă ale Armatei Române, utilizate între 1995 și 2018

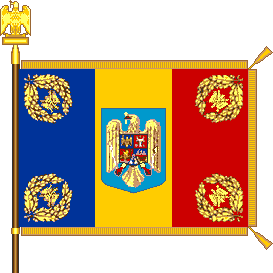
Drapel de luptă. Model al Forțelor Aeriene
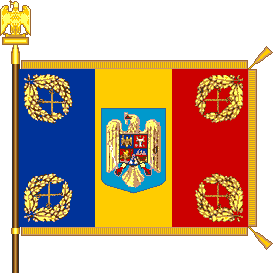
Drapel de luptă. Model al Forțelor Terestre
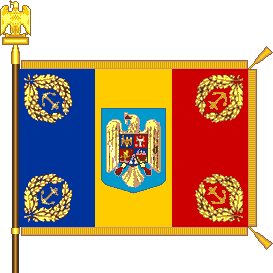
Drapel de luptă. Model al Forțelor Navale
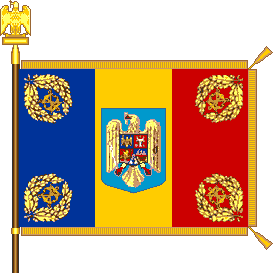
Drapel de luptă. Model al SMA

#### Drapelele de luptă actuale ale Armatei Române

Drapel de luptă. Model al Forțelor Aeriene Române
Drapel de luptă. Model al Forțelor Terestre Române
Drapel de luptă. Model al Forțelor Navale Române

Geacul românesc (1995-1998)
Geacul românesc actual
Flamura actuală
Pavilionul șefului Statului Major al Apărării

La începutul anilor 2000 au fost stabilite patru drapele de identificare a forțelor armate:
- Drapelul Statului Major al Apărării este de culoare galben deschis. Pe o față prezintă stema SMA și patru stele de aur, iar în colțuri însemnele SMA și ale forțelor terestre, navale și aeriene. Pe verso sunt reprezentați Sfinții Ilie, Gheorghe și Fecioara Maria.
- Drapelul Statului Major al Forțelor Terestre este de culoare roșie. Pe o față prezintă stema SMFT și patru stele de aur, iar în colțuri însemnele SMFT. Pe verso este reprezentat Sfântul Mucenic Gheorghe.
- Drapelul Statului Major al Forțelor Aeriene este de culoare albastru deschis. Pe o față prezintă stema SMFA și patru stele de aur, iar în colțuri însemnele SMFA. Pe verso este reprezentat Sfântul Ilie.
- Drapelul Statului Major al Forțelor Navale este de culoare albastru marin. Pe o față prezintă stema SMFN și patru stele de aur, iar în colțuri însemnele SMFN. Pe verso este reprezentată Fecioara Maria.

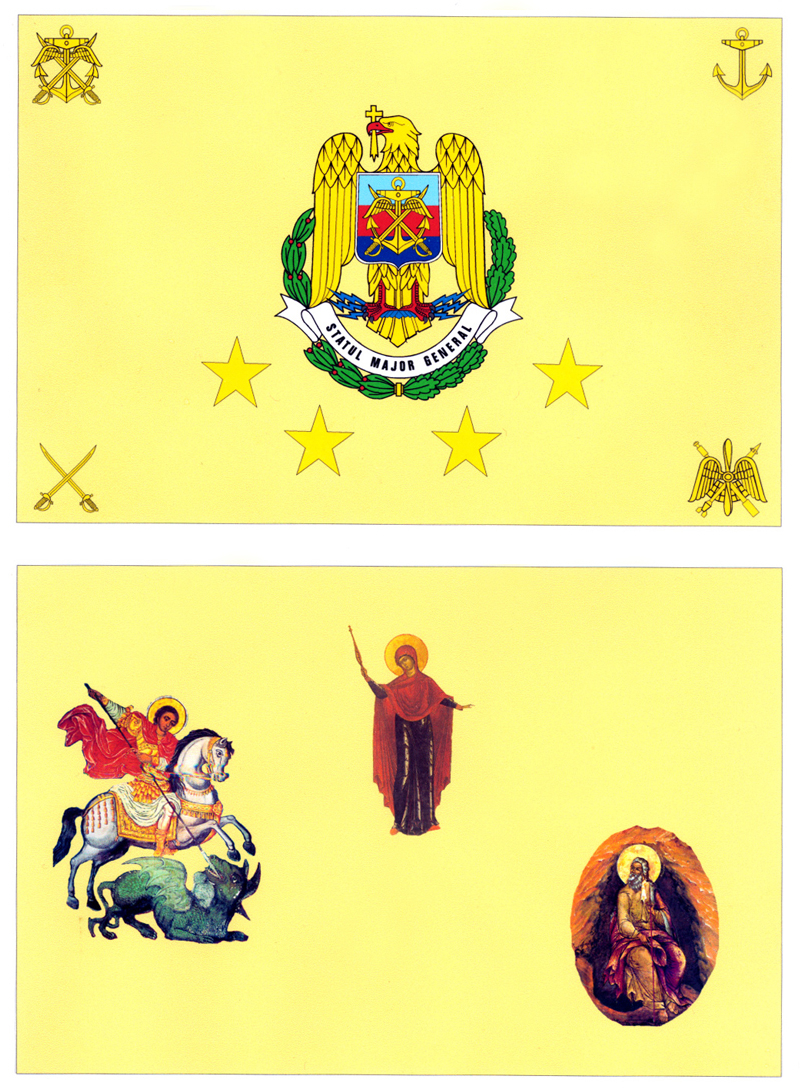
Drapelul Statului Major al Apărării
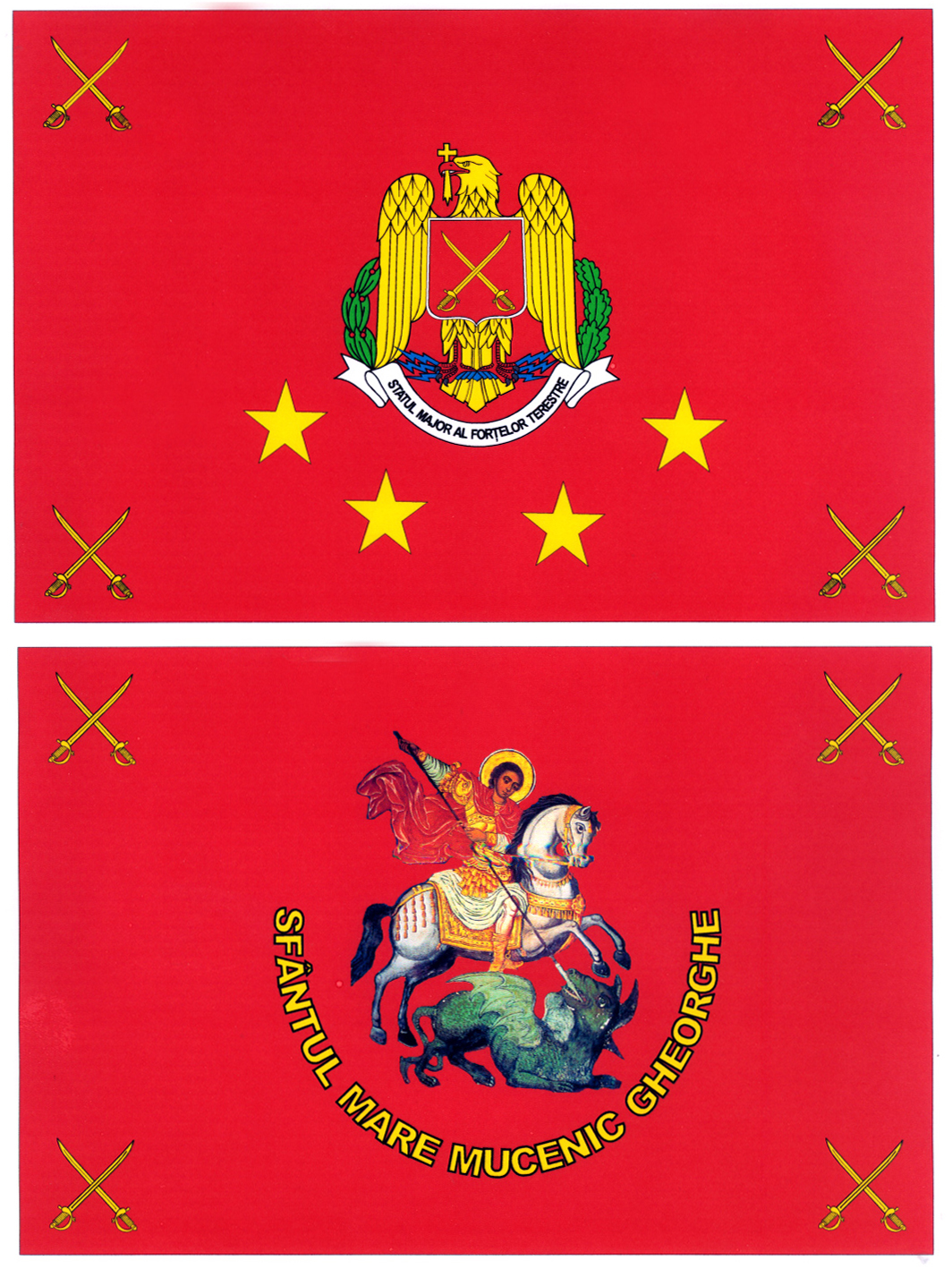
Drapelul Statului Major al Forțelor Terestre
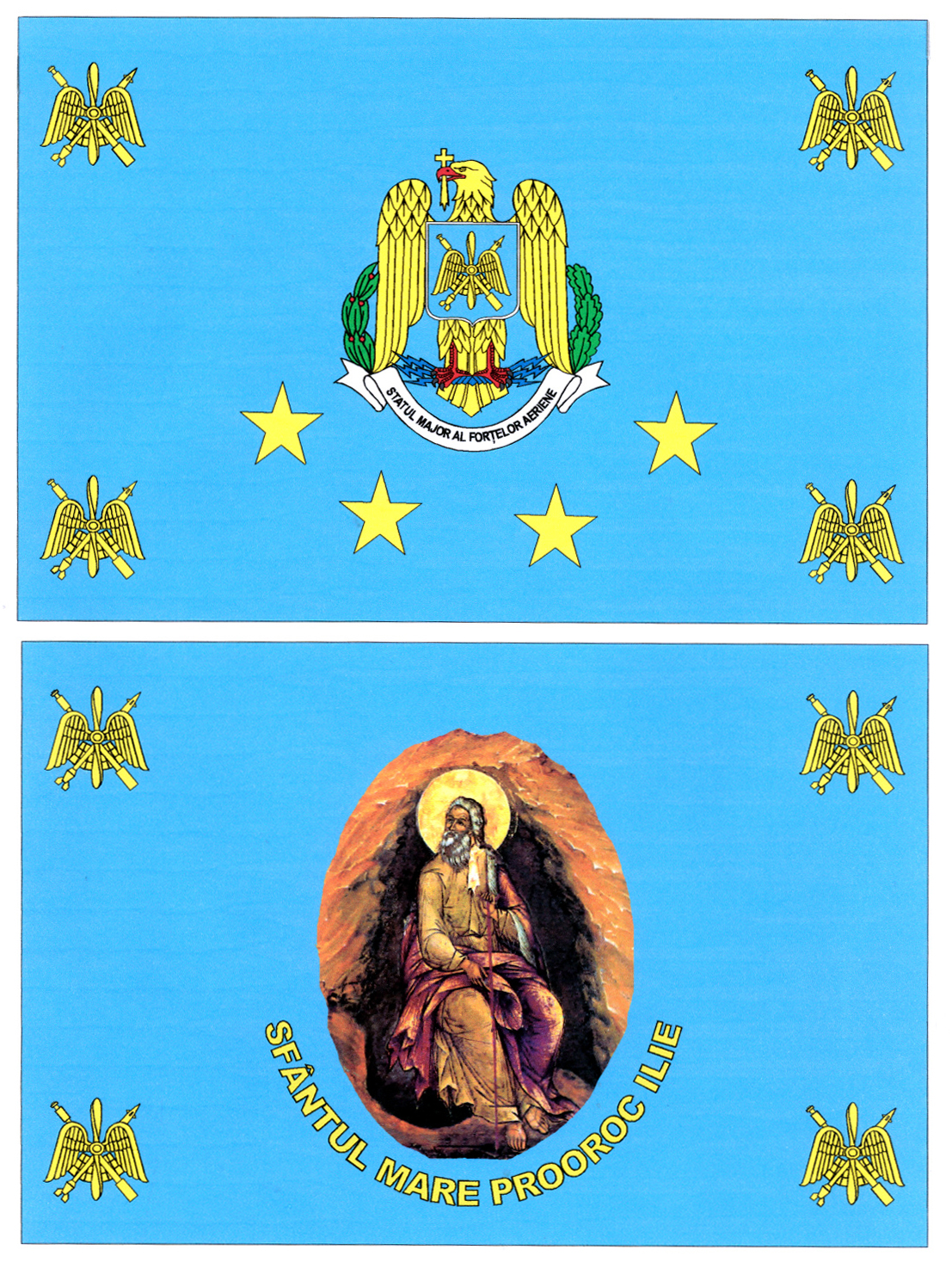
Drapelul Statului Major al Forțelor Aeriene
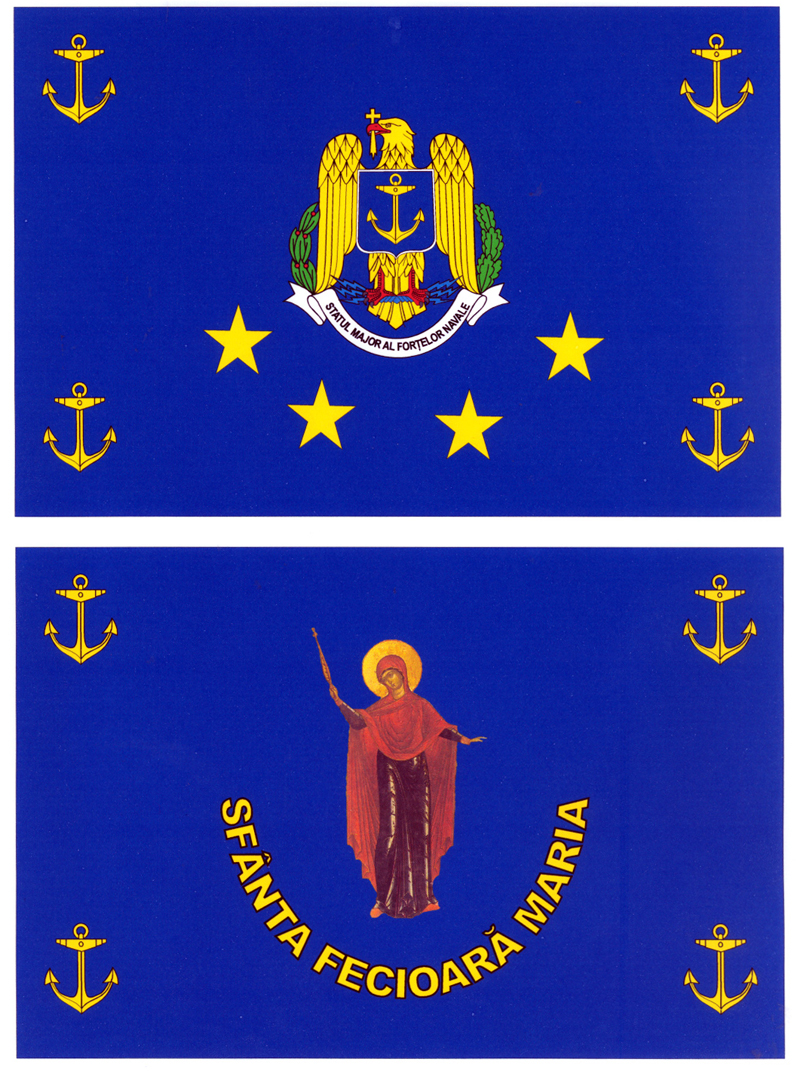
Drapelul Statului Major al Forțelor Navale

### Mărcile navelor
Publicația „Album des pavillons nationaux et des marques distinctives” (2000) prezintă și mărcile navelor militare. Acestea indică faptul că la bordul navei se găsește un ofițer comandor sau din conducere. Au aspectul unei flamuri albastru deschis, de proporție 2:3, pe care se regăsesc o ancoră, drapelul românesc în canton și un număr de stele de aur în cinci colțuri, potrivit rangului. Excepție face marca unui comandor de unitate navală, ea neprezentând stele și având o formă triunghiulară.

Șeful Statului Major al Forțelor Navale
Locțiitorul șefului Statului Major al Forțelor Navale
Comandor de flotă sau flotilă
Comandorul unei unități navale importante
Comandorul unei unități navale

## Protocolul drapelului
Protocolul drapelului României este stabilit în cadrul Legii nr. 75/1994. Protocolul drapelelor și pavilioanelor militare este stabilit prin regulament intern. Legea amintită conține următoarele prevederi:
Drapelul României trebuie arborat în mod permanent pe edificiile și în sediile autorităților și instituțiilor publice, la sediul partidelor politice, al sindicatelor, al instituțiilor de învățământ și cultură, la punctele pentru trecerea frontierei, precum și la aeroporturile cu trafic internațional. Ca pavilion, este permanent arborat pe navele de orice fel și alte ambarcațiuni ce navighează sub pavilion românesc. Potrivit uzanțelor de protocol, drapelul României se arborează la sediul misiunilor diplomatice și oficiilor consulare ale statului român din străinătate, precum și la reședința șefilor misiunilor diplomatice și oficiilor consulare. De asemenea, drapelul României se arborează sub formă de fanion, pe mijloacele de transport ale șefilor de misiuni diplomatice și oficii consulare române, în deplasările oficiale ale acestora, potrivit acelorași uzanțe.
Temporar, drapelul României se poate arbora cu prilejul zilei naționale a României și al altor sărbători naționale, în locurile publice stabilite de autoritățile locale; cu ocazia festivităților și ceremoniilor oficiale cu caracter local, național și internațional, în locurile unde acestea se desfășoară. De asemenea, trebuie arborat cu prilejul vizitelor oficiale întreprinse în România de șefi de stat și de guvern, precum și de înalte personalități politice reprezentând principalele organisme internaționale interguvernamentale, la aeroporturi, gări, porturi și pe diferite trasee. Drapelul mai este arborat cu ocazia desfășurării competițiilor sportive, pe stadioane și alte baze sportive, și în timpul campaniilor electorale, la sediul birourilor, comisiilor electorale și al secțiilor de votare. În cadrul ceremoniilor militare, drapelul este arborat conform regulamentelor militare.
Drapelul României poate fi arborat, fără constrângeri, de persoane fizice la domiciliul sau reședința lor, sau de persoane juridice la sediile acestora.
Guvernul este singurul organism oficial care stabilește zilele de doliu național, în care drapelul României se arborează în bernă.
Drapelele altor state pot fi arborate pe teritoriul României numai împreună cu drapelul național și numai cu prilejul vizitelor cu caracter oficial de stat, al unor festivități și reuniuni internaționale, pe clădiri oficiale și în locuri publice stabilite cu respectarea Legii nr. 75/1994. În acest caz, drapelul României ocupă locul de onoare, anume în centru, dacă numărul drapelelor este impar, sau la stânga drapelului împreună cu care ocupă centrul, dacă numărul drapelelor este par. Când drapelul României se arborează alături de un singur drapel de stat străin, drapelul României se va așeza în stânga, privind drapelele din față. Toate drapelele trebuie să aibă aceleași dimensiuni (dar nu în materie de proporții, unde fiecare țară își are reglementările sale).
Drapelul Uniunii Europene se poate arbora oricând alături de drapelul României, cu respectarea regulii că drapelul României se va așeza în stânga, privind drapelele din față.
Arborarea drapelului României la manifestările care se desfășoară sub egida organizațiilor internaționale se face potrivit reglementărilor și uzanțelor internaționale.
Drapelul de luptă este scos din vitrină la solemnitatea prezentării sale, la festivitatea depunerii jurământului militar, la paradele trupelor și revistele de front, la predarea sau luarea comenzii unității respective, la darea onorurilor militare în cadrul funeraliilor militare, sau în alte ocazii dacă se ordonă acest lucru.
Pavilionul navei trebuie ridicat zilnic la bastonul de la pupa la ora 08:00, iar în zilele de sărbătoare la ora 09:00. În cazul în care nava se află în mișcare, pavilionul rămâne arborat permanent la pic la catarg. De regulă, înălțarea pavilionului navei se realizează în prezența întregului echipaj, ceea ce nu este cazul la coborâre, zilnic la ora apusului.

## Ziua Drapelului
Prin legea nr. 96 din 20 mai 1998, ziua de 26 iunie a fost proclamată drept Ziua drapelului național al României. În 1848, în această zi a fost emis Decretul nr. 1 al Guvernului Provizoriu al Țării Românești, prin care tricolorul roșu-galben-albastru devenea Drapel Național.
De Ziua drapelului autoritățile publice și celelalte instituții ale statului sunt obligate prin lege să organizeze programe și manifestări cultural-educative, cu caracter evocator sau științific, consacrate istoriei românești, precum și ceremonii militare specifice, organizate în cadrul unităților Ministerului Apărării Naționale și ale Ministerului de Interne.

## Record mondial
La 27 mai 2013 pe aerodromul Clinceni a fost desfășurat cel mai mare drapel al României până în acel moment. Drapelul, cântărind aproximativ 5000 kg, a avut dimensiunile de 349,425 × 226,917 m, rezultând o suprafață declarată de 79 290,39 m2. Mărimea acestui drapel constituie un record mondial, depășind vechiul record de 65 975 m2, deținut de Liban.

## Evitarea confuziilor
Drapelul românesc este asemănător cu drapelele Andorrei, Ciadului și Republicii Moldova. Culorile și proporțiile sunt asemănătoare, dar nu identice. Trebuie un ochi de vexilolog pentru a distinge drapelul ciadian de cel românesc.

Drapelul României, cu albastru cobalt.
Drapelul Ciadului, cu albastru indigo.
Drapelul Andorrei, cu stema specifică.
Drapelul Republicii Moldova, cu stema specifică.